# Via Catalana

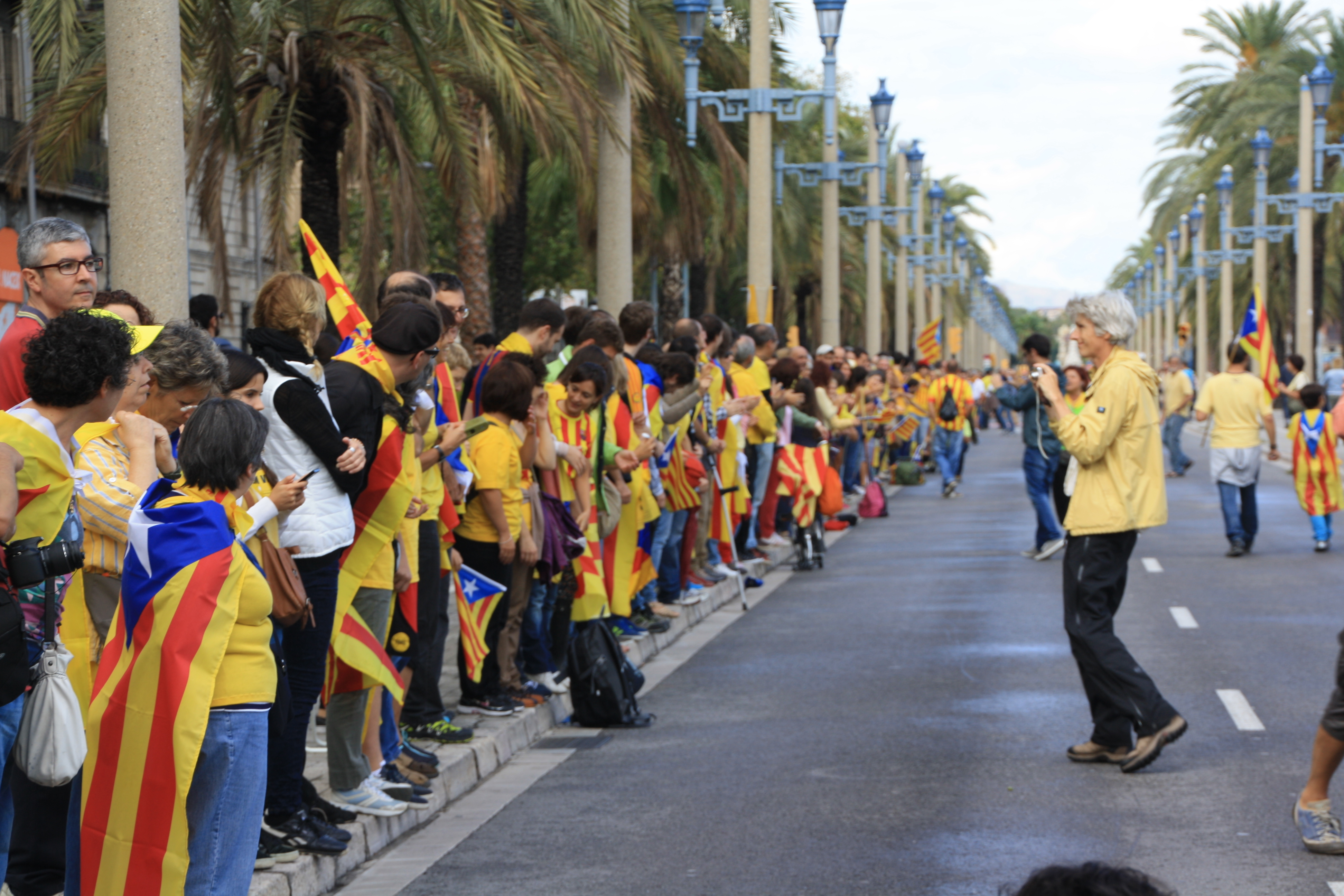
Via Catalana al seu pas pel Passeig de Colom de Barcelona

La Via Catalana cap a la Independència, més coneguda com a Via Catalana, va ser una cadena humana d'uns 400 quilòmetres a Catalunya proposada per l'Assemblea Nacional Catalana (ANC) per l'Onze de Setembre de 2013 amb l'objectiu de reivindicar la independència de Catalunya. Va comptar amb el suport de les 14 entitats no governamentals que col·laboren a la iniciativa El Clauer. Va seguir el traçat de l'antiga Via Augusta, des del Pertús (Vallespir) fins a Vinaròs (Baix Maestrat). Segons Carme Forcadell, presidenta de l'ANC, va ser «un símbol, el símbol de la unitat del poble català per assolir la sobirania nacional».
En total, 1.600.000 manifestants van participar en la Via Catalana, 500.000 dels quals van ocupar els carrers de la ciutat de Barcelona, segons el Departament d'Interior de la Generalitat de Catalunya.
La cadena humana va començar a les 17:14 hores del dimecres 11 de setembre amb el repic de campanes de la Seu Vella de Lleida, replicat pel d'altres campanars de tot el territori català i seguit per actes polítics simultanis en diverses localitats catalanes fins a les 18:00h, quan es va cantar Els Segadors. En total, l'organització va mobilitzar 1.500 autocars i fins a 30.000 voluntaris. Van contractar més de vint mitjans aeris per documentar l'acte i més de 800 fotògrafs voluntaris van immortalitzar l'acte. Es van vendre més de 500.000 samarretes oficials de l'ANC per la via.

## Precedents històrics
El 23 d'agost del 1989, dos milions de ciutadans d'Estònia, Letònia i Lituània van fer la Via Bàltica enllaçant amb una cadena humana les seves tres capitals per exigir la independència dels Països Bàltics respecte a l'URSS. La seva independència va ser reconeguda just després del cop de Moscou del 21 d'agost del 1991. «Una casa comuna europea només es pot establir si a tots els països europeus se'ls concedeix un lliure dret a l'autodeterminació», deia el manifest de la Via Bàltica. Els organitzadors catalans van parlar amb assessors bàltics per ajudar-los amb la cadena humana.

## Context històric i antecedents

### 2010 – 2011
L'Estatut d'Autonomia de Catalunya de 2006 va ésser aprovat en referèndum pel poble de Catalunya el 18 de juny de 2006 i és vigent des del 9 d'agost d'aquell any. Al cap de pocs mesos més de 50 diputats del Partit Popular, el defensor del poble i els governs de cinc Comunitats Autònomes van presentar diversos recursos en contra davant el Tribunal Constitucional. El 28 de juny de 2010, el Tribunal va dictar sentència per majories variables, i publicà el cos de la sentència el 9 de juliol, un dia abans de la manifestació, deixant clara la "ineficàcia jurídica" del Preàmbul (en referència al terme nació per referir-se a Catalunya). Tot i això, el veredicte mantingué la definició de Catalunya com a nació i declarà 14 articles inconstitucionals (1 totalment i 13 parcialment), i en reinterpretà 27 més. Com a més destacat establia que el català no és la llengua preferent de l'Administració ni tampoc la del sistema educatiu; deia que de nació només n'hi ha una i és "la Nació espanyola"; desballestà bona part dels articles sobre el poder judicial català amb el Consell de Justícia de Catalunya al capdavant i repetí 14 vegades la "indissoluble unitat de la Nació espanyola".
Com a resposta, el 10 de juliol de 2010 Òmnium Cultural va organitzar la manifestació "Som una nació. Nosaltres decidim" (també anomenada del 10-J) en contra de la resolució del recurs d'inconstitucionalitat efectuat pel Tribunal Constitucional sobre el text de l'Estatut de Catalunya, Fou la manifestació més multitudinària de la història de Catalunya. Va aplegar entre 1,1 milions de persones segons la Guàrdia Urbana i 1,5 segons Òmnium Cultural, sent un clam per la independència i l'dret del poble de Catalunya a decidir el seu futur.
Paral·lelament, entre el 13 de setembre de 2009 i l'abril de 2011 es van celebrar diverses consultes sobre la independència de Catalunya arreu del principat, amb uns resultats molt favorables al «sí», tot i que va tenir poca participació en alguns municipis. En l'àmbit institucional, diversos ajuntaments de Catalunya van crear l'Associació de Municipis per la Independència, una organització constituïda oficialment el 14 de desembre de 2011 a Vic que agrupa diferents entitats locals per tal de defensar l'assoliment dels drets nacionals de Catalunya amb l'objectiu de promoure l'exercici del dret a l'autodeterminació.

### 2012 – 2013
Durant la Diada Nacional de Catalunya de l'any 2012 se celebrà la manifestació "Catalunya, nou estat d'Europa" a Barcelona. Fou organitzada per l'Assemblea Nacional Catalana, la presidenta de la qual, Carme Forcadell, va dir que "el 12 de setembre, el Govern haurà de començar a treballar per la independència de Catalunya". Totes les cròniques i totes les editorials dels diaris catalans de l'endemà explicaren de manera diàfana que la manifestació fou inequívocament independentista. Fou una jornada històrica, per xifres i pel to marcadament independentista de la marxa, mai vist abans en una mobilització tan multitudinària. L'afluència de participants en la marxa va ser massiva, ja que les estimacions d'assistència fluctuen entre 1,5 milions segons la Guàrdia Urbana
La setmana següent, en una reunió entre el President de la Generalitat, Artur Mas i el President del Govern d'Espanya, Mariano Rajoy s'evidencià una gran desavinença entre ambdós líders. Rajoy reiterà a Mas la negativa a discutir la seva proposta de Pacte fiscal per a Catalunya, trencant les negociacions entre ambdós governs. En una roda de premsa posterior a la reunió, Mas reiterà la seva decisió de fer un important anunci el dia 25 de setembre, coincidint amb el debat de política general al Parlament de Catalunya.
El trencament entre Mas i Rajoy suposà també trencar els suports parlamentaris que Convergència i Unió havia obtingut del Partit Popular de Catalunya durant la legislatura, deixant el govern en minoria i amb la impossibilitat d'aprovar els pressupostos.
El 27 setembre 2012 el Parlament de Catalunya va votar una moció que demanava convocar una consulta sobre la independència de Catalunya, la qual va comptar amb el suport de CiU, ICV-EUiA, ERC, SI, DC i el diputat del PSC Ernest Maragall, l'abstenció del PSC i el vot en contra del PP i C's. Mas expressà en el seu discurs de la sessió inaugural del debat de política general el seu convenciment que el parlament que sortiria de les eleccions tindria la missió de permetre l'exercici del dret d'autodeterminació de Catalunya.
La convocatòria d'eleccions suposà tancar la novena legislatura de la Catalunya autonòmica al cap de menys de dos anys d'iniciar-se, esdevenint la més breu des de la reinstauració de la democràcia. Com a resultat d'aquestes eleccions, en sorgí un acord de governabilitat ratificat per Artur Mas per part de Convergència i Unió i Oriol Junqueras per part d'Esquerra Republicana de Catalunya el 18 de desembre de 2012 i conegut com a Pacte per la Llibertat. L'acord permeté que Artur Mas fos investit President de la Generalitat de Catalunya per segon cop i per altra banda s'hauria de celebrar el 'referèndum sobre la independència de Catalunya' que està previst que se celebri durant el 2014

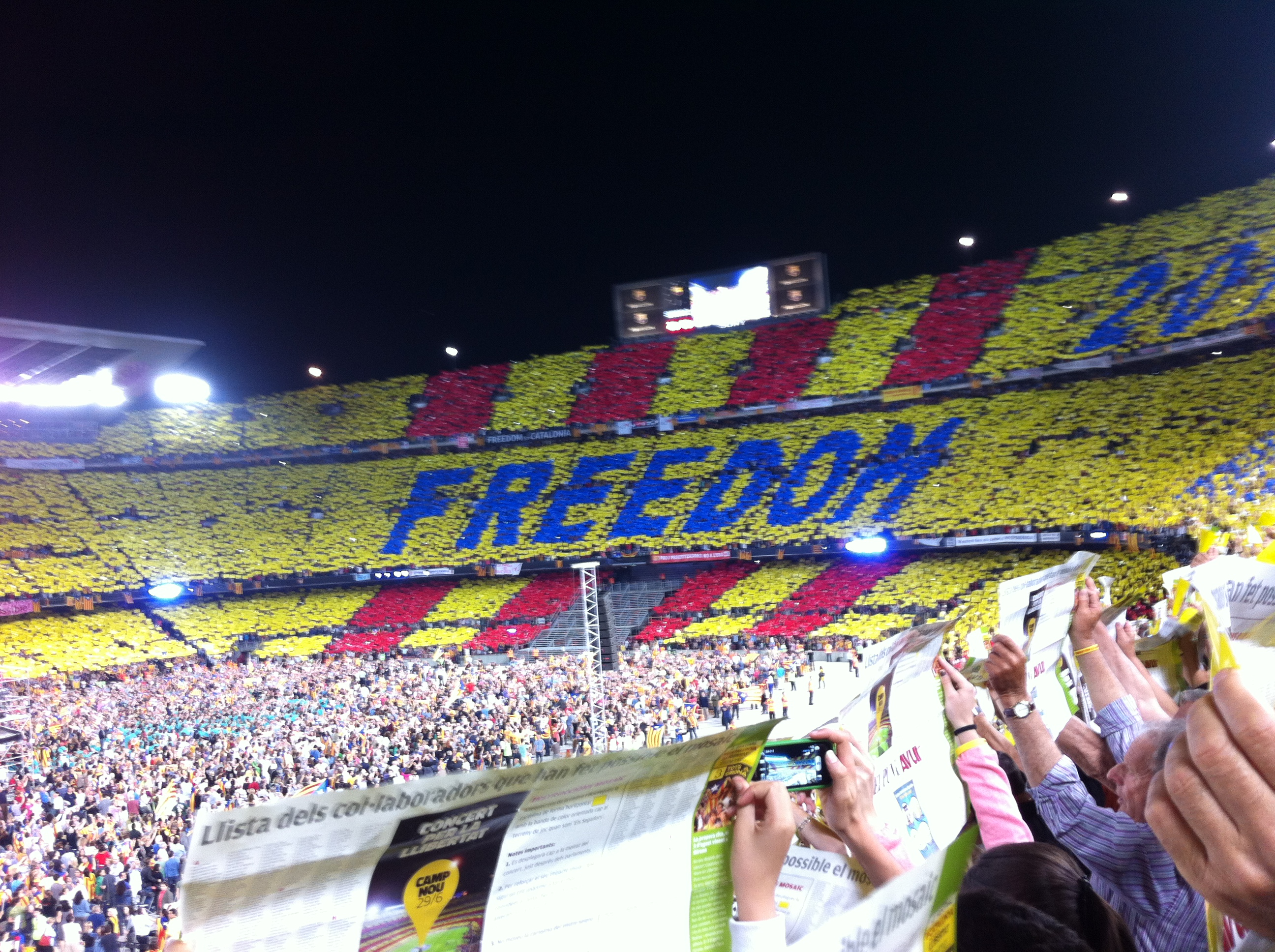
Mosaic del Concert per la Llibertat

El 23 de gener de 2013 s'aprovà la Declaració de sobirania i del dret a decidir del poble de Catalunya al Parlament de Catalunya amb la qual es va acordar iniciar el procés cap al dret a decidir, amb 85 vots a favor, 41 en contra i dues abstencions. El 8 de maig de 2013 el Tribunal Constitucional d'Espanya va suspendre cautelarment aquesta declaració.
El Concert per la Llibertat, va ser un concert celebrat al Camp Nou de Barcelona el 29 de juny del 2013, organitzat per Òmnium Cultural juntament amb altres entitats de la societat civil, com l'Assemblea Nacional Catalana o la Plataforma ProSeleccions Esportives Catalanes amb l'objectiu de reclamar, mitjançant el llenguatge universal de la música, el dret del poble català i de tots els pobles del món a poder decidir lliurement i democràtica el mateix futur. Hi assistiren uns 90.000 espectadors. Entre la manifestació "Catalunya, nou estat d'Europa" i la Via Catalana, va escenificar una altra gran mobilització social a favor de la independència.

## Prèvia

### Inscripcions i actes previs
La Via Catalana es va presentar al Museu d'Història de Catalunya el 19 de juny de 2013, en un acte on també van participar Henn Karits i Ülo Laanoja, membres de l'organització de la Via Bàltica del 1989. El 4 de juliol l'Assemblea Nacional Catalana va obrir el període d'inscripcions a través del seu web, en què es van inscriure 22.000 persones durant les primeres 24 hores i més de 78.000, la primera setmana.
El 12 de juliol, només 9 dies després de l'inici de les inscripcions, ja s'havien superat els 100.000 inscrits. Es va arribar a les 250.000 inscripcions el 30 de juliol, dia en què els promotors van presentar el cartell i el vídeo promocional de l'esdeveniment. Tres setmanes abans de l'esdeveniment, més de 350.000 persones ja s'havien inscrit en el lloc web oficial per tal de distribuir-se eficaçment al llarg de la cadena de 400 km. No obstant això, els organitzadors van admetre tenir problemes per cobrir els espais del sud de la cadena humana, segons ells, donada la baixa densitat de població d'aquella zona del territori. El 2 de setembre ja no quedava cap tram de la Via Catalana amb baixa ocupació.
Durant l'estiu també es van anant fent assajos de cadenes arreu del territori, com ara a Jesús i Roquetes, Gandesa, Sant Cugat del Vallès, l'Estanyol del Vilar de Banyoles, Navàs, Montblanc i a la Garriga.

### Ressò polític
| Partit polític | 2012 | 2013 |
| -------------- | ---- | ---- |
| CiU (CDC)      | Sí   | Sí   |
| CiU (UDC)      | Sí   | No   |
| ERC            | Sí   | Sí   |
| PSC            | No   | No   |
| PP             | No   | No   |
| ICV-EUiA       | Sí   | No   |
| C's            | No   | No   |
| CUP            | No   | Sí   |

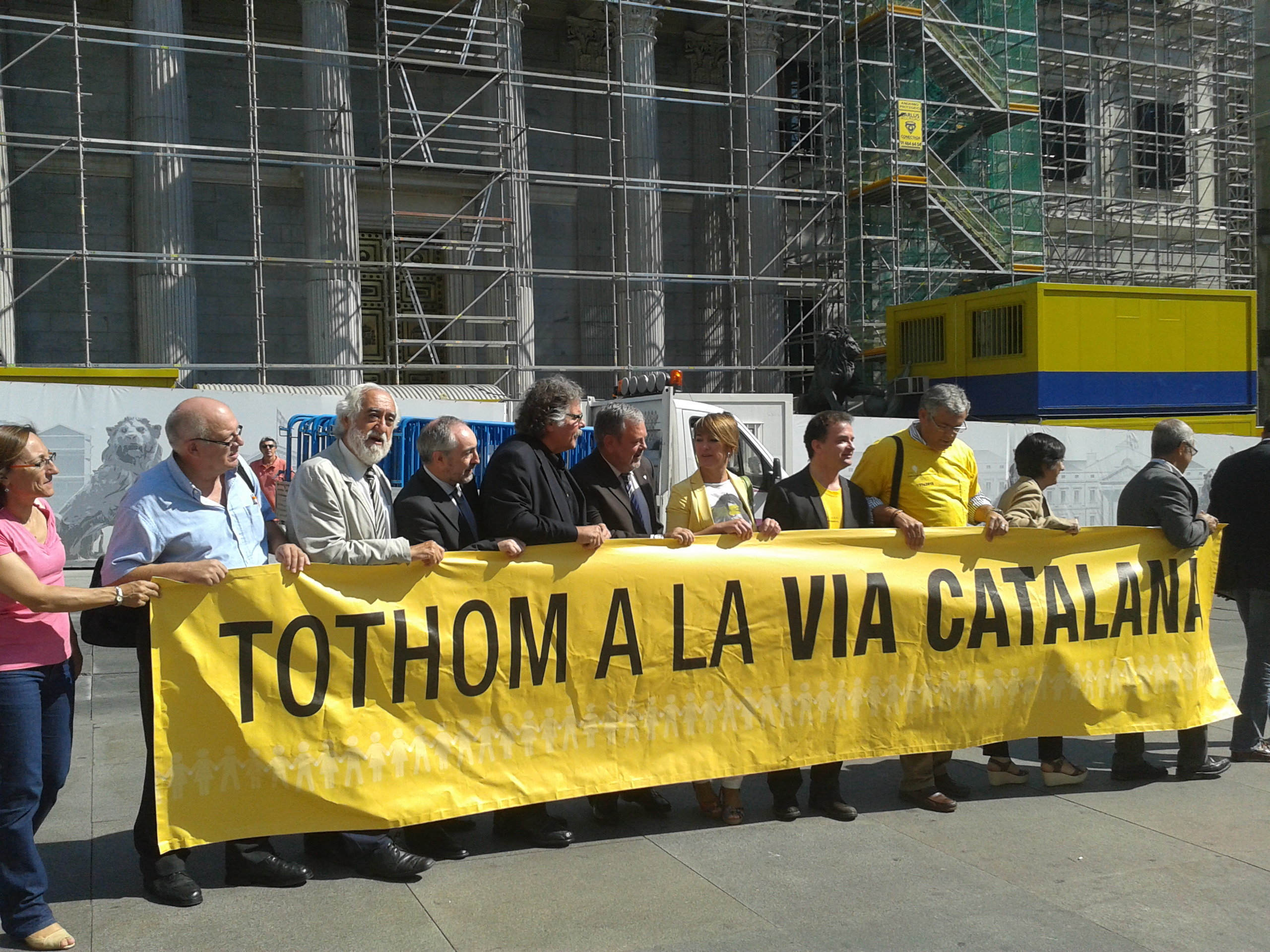
Els diputats i senadors a Madrid de CDC, ERC, Amaiur, PNB, BNG i Nafarroa Bai mostren a inicis de setembre de 2013 el seu suport a la Via Catalana

Convergència Democràtica de Catalunya (CDC), Esquerra Republicana de Catalunya (ERC) i la Candidatura d'Unitat Popular (CUP) van manifestar el seu suport i participació en la Via Catalana, mentre que el Partit dels Socialistes de Catalunya (PSC), Partit Popular (PP) i Ciutadans s'hi van oposar. Unió Democràtica de Catalunya (UDC), que va decidir no anar-hi com «a organització», tot i que alguns dirigents van participar-hi a títol personal, va demanar a l'Assemblea Nacional Catalana, primer, i a Òmnium Cultural, després, que el lema de la cadena humana no fos independentista («Via Catalana cap a la Independència») i se centrés, en canvi, en el dret a decidir per «sumar totes les adhesions i tots els suports possibles». Carme Forcadell, presidenta de l'ANC, va respondre que fer aquest canvi representaria un «pas enrere» i «no tindria cap sentit […] reivindicar un dret que, com a poble, ja tenim, que és el dret a decidir». ICV, per la seva part, va convocar els militants a participar en la cadena impulsada pel Procés Constituent a Catalunya per encerclar La Caixa aquell mateix dia.
Algunes de les personalitats polítiques que van confirmar la seva participació van ser Jordi Pujol, president de la Generalitat de Catalunya entre 1980 i 2003, a l'N-340 del Perelló (Baix Ebre); Joana Ortega, vicepresidenta del Govern; Francesc Homs, portaveu del govern català i conseller de Presidència; Germà Gordó, conseller de Justícia; Ferran Mascarell, conseller de Cultura; Felip Puig, conseller d'Empresa i Ocupació; Boi Ruiz, conseller de Salut; Santi Vila, conseller de Territori i Sostenibilitat; Neus Munté, consellera de Benestar Social i Família; Oriol Junqueras, president d'ERC i Cap de l'Oposició; Anna Simó, vicepresidenta segona del Parlament de Catalunya i diputada d'ERC; Xavier Trias, batlle de Barcelona; els presidents de les diputacions de Barcelona, Lleida i Girona i el vicepresident de la Diputació de Tarragona; Lluís Maria Corominas, diputat i vicepresident segon del Parlament de Catalunya; Jordi Turull, secretari general de CDC i diputat al Parlament de Catalunya; Josep Rull, secretari general de CDC i diputat al Parlament de Catalunya; Antoni Castellà, Secretari d'Universitats i Recerca de la Generalitat de Catalunya i militant d'UDC; David Fernàndez, diputat i portaveu al Parlament de Catalunya de la CUP, al tram de l'Hospitalet de Llobregat; Quim Arrufat, diputat de la CUP al Parlament de Catalunya, a Olèrdola (Alt Penedès); diputats de CiU i ERC al Congrés dels Diputats; Ernest Maragall, conseller d'Educació de la Generalitat de Catalunya entre 2006 i 2010 i impulsor del partit Nova Esquerra Catalana.
Artur Mas, President de la Generalitat de Catalunya i Núria de Gispert, presidenta del Parlament de Catalunya, van decidir no assistir-hi per «motius institucionals», tot i que van fer una crida a participar en la Via Catalana i van anunciar que es reunirien l'11 de setembre amb els organitzadors de la cadena humana.

### Polèmiques
- El 28 d'agost el Moviment Cívic 12-O va demanar al Govern d'Espanya prohibir la Via Catalana, que descrivia com una «acció insurreccional, amb plantejaments violents».[70]
- El 30 d'agost va transcendir que el govern català reservaria pels pressupostos de 2014 una partida per al consulta sobre la independència per cobrir la despesa del material i la logística (com cabines i urnes), ja que va assegurar que el govern espanyol no els cediria. L'endemà el Partit Popular Català va anunciar que estudiaria accions legals per impedir que el govern inclogués aquesta partida pressupostària en els comptes del 2014.[71]
- L'1 de setembre Pere Navarro, primer secretari del PSC va afirmar que l'ANC hauria de pagar les despeses que generés la cadena humana.[72] Francesc Homs va respondre que «la Generalitat no cobrarà a ningú per convocar una manifestació».[73] Carme Forcadell, presidenta de l'ANC, va preguntar-se: «S'ha de fer pagar per manifestar-se en un país democràtic?».[74]
- El 3 de setembre el partit polític espanyol UPyD va reclamar al govern espanyol limitar el dret de manifestació l'11 de setembre, ja que entenia que s'alterava «l'ordre públic amb perill per a les persones».[75]
- Artur Mas, president de la Generalitat de Catalunya, va declarar el 5 de setembre que davant una futura negativa del Govern Espanyol a l'aprovació d'una referèndum sobre independència o a l'impediment absolut d'una consulta mitjançant la llei catalana, el Govern de la Generalitat havia de centrar-se a arribar al 2016 per convocar unes eleccions en clau plebiscitàries. Això va provocar un seguit de reaccions: Carme Forcadell va respondre que «aquesta indefinició s'ha d'acabar i que això no es pot aguantar fins al 2016»; Oriol Junqueras, president d'ERC, va afirmar que «el 2014 hem de decidir el nostre futur»; Pere Navarro, president del PSC, va dir que «això de les eleccions em sona una altra vegada a campanya publicitària per augmentar el clima de tensió i tenir-nos entretinguts fins al 2016», i la CUP va interpretar que «el govern fa marxa enrere en la convocatòria d'una consulta». L'endemà, Mas va dir que «la consulta es farà tant sí com no. No hi ha ni un sol mil·límetre de marxa enrere en res, ni de fre».[76][77][78]
- El dia abans de la Diada José Manuel García-Margallo, ministre d'Afers Exteriors d'Espanya, va afirmar que la Via Catalana «no portaria enlloc» i va advertir que el govern espanyol no accediria mai a un referèndum pactat amb Catalunya.[79]

### Actes institucionals previs

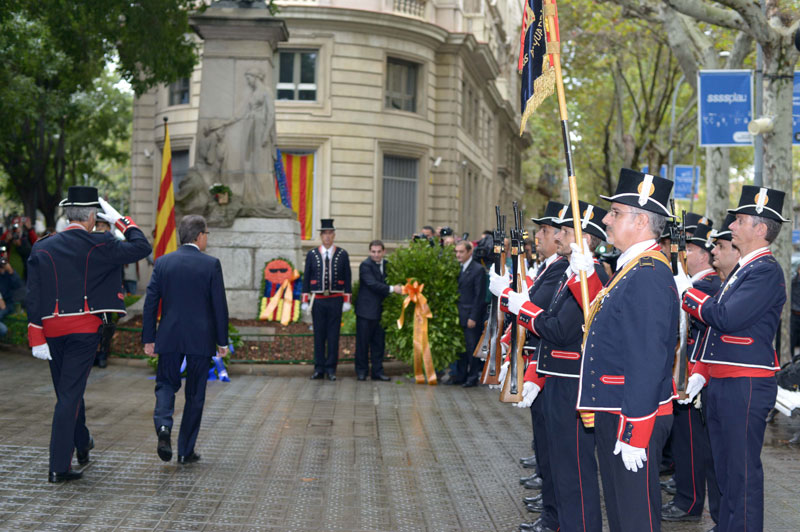
Ofrena floral a Barcelona

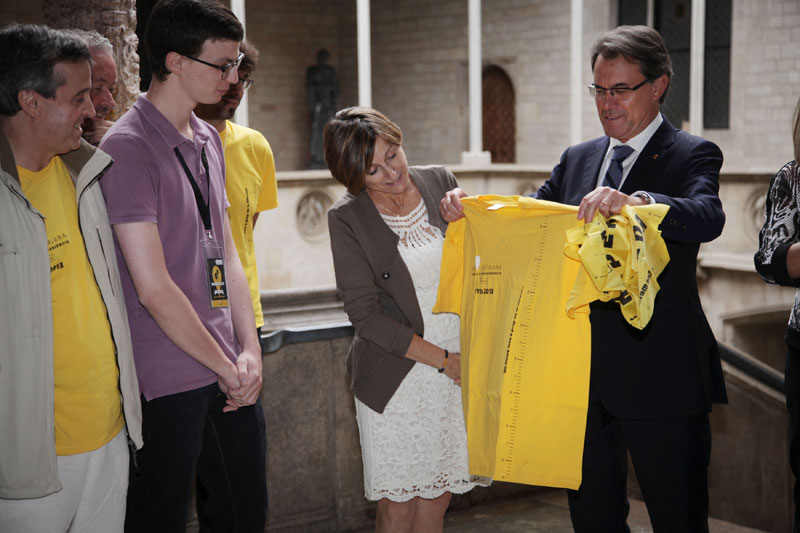
Forcadell entrega una samarreta de la Via Catalana al President de la Generalitat.

Tradicionalment, des del sorgiment del catalanisme polític, la Diada Nacional de Catalunya esdevé un focus d'activitats institucionals en diversos escenaris, particularment des de principis dels 2000 als voltants del parc de la Ciutadella de Barcelona. Durant el matí, com cada any des de la restauració democràtica a Espanya, se celebrarà una ofrena floral al monument a Rafael Casanova a la Ronda de Sant Pere per part de diverses organitzacions polítiques i socials. Més endavant tindrà lloc, com en els anys anteriors, l'acte institucional de la Diada Nacional de Catalunya al parc de la Ciutadella, i estarà organitzat conjuntament pel Govern de la Generalitat i el Parlament de Catalunya. La creació i direcció escènica són obra del dramaturg i director teatral Joan Ollé, i l'acte el conduirà Mercè Pons. Seguint el fil de la llengua catalana, la història, l'art i la cultura tornaran a ser les protagonistes en aquesta celebració, en la qual es combinarà la lectura de poemes i textos d'autors catalans amb peces musicals interpretades per artistes de referència.
Tots ells giraran al voltant d'efemèrides, fets i personalitats rellevants de la cultura catalana que es commemoren aquest any, com el 800 aniversari de la batalla de Muret, el 600 aniversari de la mort de Bernat Metge, el centenari de la promulgació de les Normes ortogràfiques de l'Institut d'Estudis Catalans, el centenari del naixement de Salvador Espriu, el 50 aniversari de les declaracions de l'Abat Aureli Escarré al diari Le Monde i el 50 aniversari de la mort de Carmen Amaya.
Com en anteriors edicions, l'acte començarà amb la desfilada de la Formació de Gala dels Mossos d'Esquadra i amb el lliurament de la senyera per part d'un municipi de Catalunya, que en aquesta ocasió serà el d'Arenys de Mar, la imaginària i ideal Sinera de Salvador Espriu.
Hi participaren amb interpretacions musicals i lectures de textos l'Orfeó Manresà, Alidé Sans, Cati Plana, Liv Hallum, Blaumut, Carles Dénia, Gemma Humet, Laura Guiteras, Mercè Martínez, Túrnez&Sesé, Jordi Vidal, Toni Xuclà, Karime Amaya, Coco, Tañé, Tuto i Joni en el vessant musical; els actors Joan Pera, Marta Betriu, Jordi Boixaderas, Àlex Casanovas, Carme Elias, Eduard Farelo, Nora Navas i Clara Segura; l'especialista en cultura medieval Antoni Rossell, i el president de la Secció Filològica de l'Institut d'Estudis Catalans, Isidor Marí.
La imatge que il·lustra aquest acte institucional és una obra del pintor barceloní Joan-Pere Viladecans, feta al juliol del mateix any expressament per a la commemoració d'aquest 11 de setembre. Sobre fons vermell, s'hi disposen diversos elements simbòlics de manera sintètica: una falç que els emmarca tots, en referència als segadors; un rellotge amb formes clarament contemporànies que remet a l'actualitat que viu Catalunya; una fletxa cap amunt, que simbolitza el camí ascendent i, de rerefons del cartell, una punta de coixí que representa a les puntaires d'Arenys de Mar, en homenatge a Salvador Espriu en el centenari del seu naixement.

## Recorregut

Recorregut de la cadena humana.

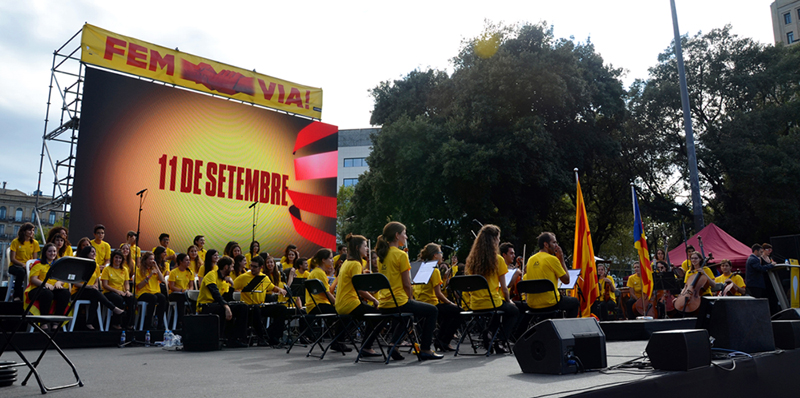
Escenari d'actes i discursos durant la Via Catalana a la plaça de Catalunya (Barcelona)

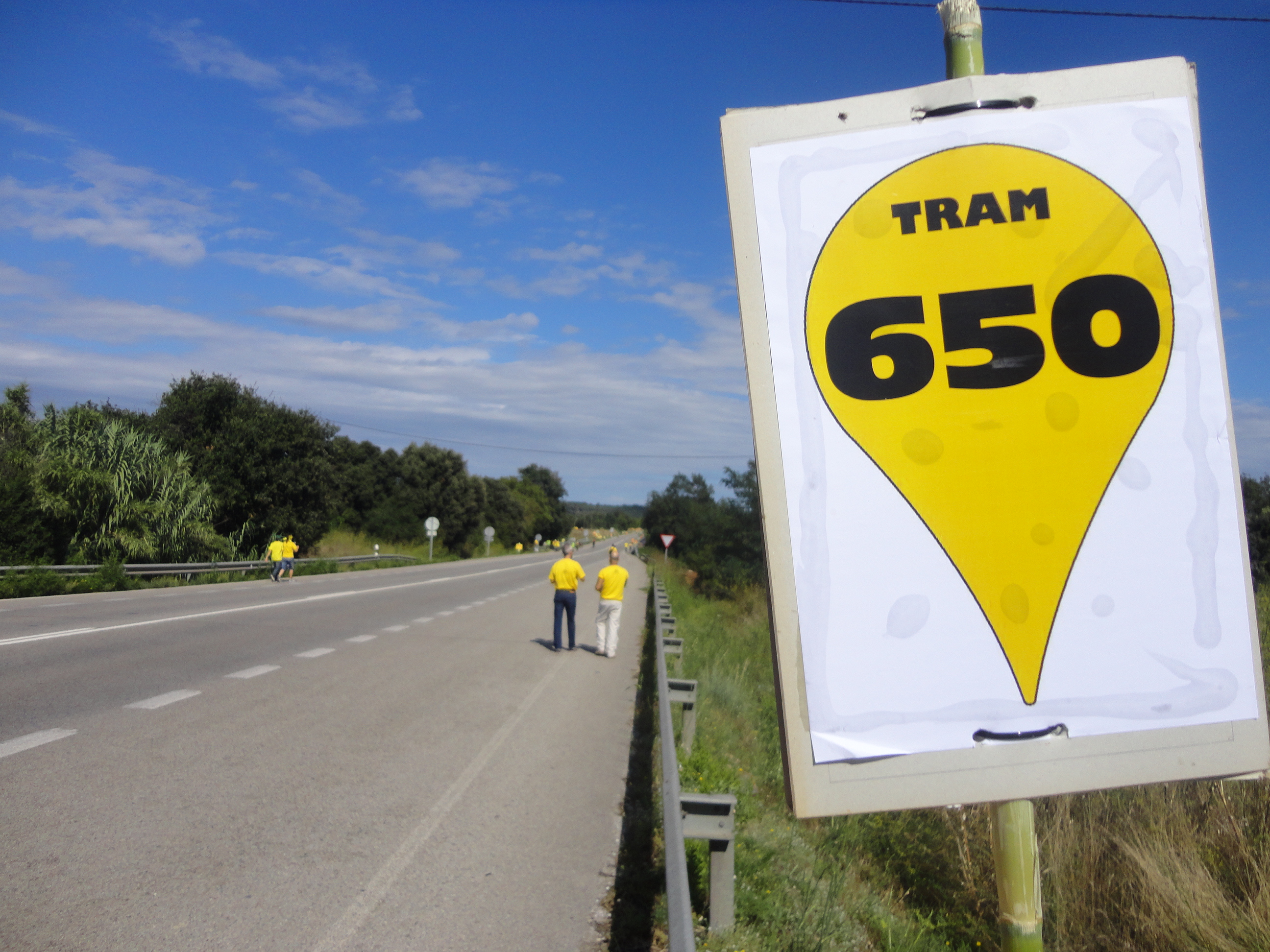
Cartell indicador de l'inici del tram 650, a Pontós (Alt Empordà)

La cadena humana, tot seguint la Via Augusta, va travessar 87 municipis. Els nuclis de població per on va passar la Via Catalana, per ordre de nord a sud, són els següents: el Pertús, la Jonquera, Pont de Molins, Figueres, Santa Llogaia d'Àlguema, Bàscara, Orriols, Sarrià de Ter, Sant Julià de Ramis, Girona, Fornells de la Selva, Riudellots de la Selva, Tordera, Malgrat de Mar, Pineda de Mar, Calella, Sant Pol de Mar, Canet de Mar, Arenys de Mar, Caldes d'Estrac, Sant Andreu de Llavaneres, Mataró, Cabrera de Mar, Vilassar de Mar, Premià de Mar, el Masnou, Montgat, Badalona, Sant Adrià de Besòs, Barcelona, l'Hospitalet de Llobregat, Esplugues de Llobregat, Sant Just Desvern, Sant Feliu de Llobregat, Molins de Rei, Sant Vicenç dels Horts, Cervelló, Vallirana, Ordal, Cantallops, Sant Cugat Sesgarrigues, Olèrdola, Vilafranca del Penedès, Santa Margarida i els Monjos, la Ràpita, l'Arboç, Castellet i la Gornal, Bellvei, el Vendrell, Roda de Berà, Creixell, Clarà, Torredembarra, Altafulla, Tarragona, la Canonja, Reus, Riudoms, Montbrió del Camp, Mont-roig del Camp, l'Hospitalet de l'Infant, l'Ametlla de Mar, el Perelló, l'Ampolla, Camarles, l'Aldea, Amposta, Sant Carles de la Ràpita, Alcanar i Vinaròs. S'utilitzaran infraestructures com la N-340, la N-II o el corredor mediterrani ferroviari.
Dins de Barcelona, la cadena va entrar per la carretera de Collblanc i el carrer de Sants. Va ocupar la plaça d'Espanya i l'avinguda del Paral·lel fins al mar. La Via Catalana va recórrer el Front Marítim fins al Fòrum i l'avinguda Diagonal. El traçat va passar per llocs emblemàtics de Barcelona: la Sagrada Família, la Catedral, la Rambla, la plaça de Catalunya, el passeig de Gràcia i el Camp Nou. També va situar-se davant de les principals institucions polítiques catalanes, com el Parlament, al parc de la Ciutadella, i el Palau de la Generalitat, a la plaça de Sant Jaume.

### Ramals
L'assemblea territorial de l'ANC a la Catalunya Nord es va mobilitzar per allargar la Via Catalana des del Pertús fins al Voló: «Conscients de la dificultat deguda al fet que l'Onze de Setembre serà dia feiner a la Catalunya Nord, conscients que serà un dia històric i conscients que molts catalans volem escriure la història i poder dir un dia "Jo també hi era", allargarem la Via Catalana com més al nord millor, per a evidenciar la solidaritat i la unitat del poble català». Diverses organitzacions cíviques i polítiques valencianes, coordinades per Acció Cultural del País Valencià, també van organitzar-se per continuar la Via Catalana des de Vinaròs i fer una cadena a Guardamar del Segura. Tot i que van rebre la prohibició de les subdelegacions del govern espanyol a Castelló i Alacant, finalment la justícia va permetre la celebració de la «Cadena humana valenciana» fins a Alcanar (Montsià).
A Barcelona, amb l'objectiu de donar visibilitat a la relació entre els drets socials i els drets nacionals, el Procés Constituent va organitzar una cadena humana amb la qual unes 8.000 persones van encerclar la seu de La Caixa assenyalant-la com un dels responsables de la crisi. Aquesta cadena, que es va doblar i triplicar en alguns trams, va connectar amb l'organitzada per l'ANC en dos punts: per la Diagonal fins a la plaça Francesc Macià i per la Gran Via Carles III fins a Travessera de les Corts. La cadena va anar precedida d'un acte polític en el qual intervindran membres de les assemblees de sanitat, justícia i educació així com de promotors d'iniciatives com l'auditoria del deute o la renda mínima garantida.
Altres ramals emfatitzant reivindicacions concretes van ser el convocat a Barcelona per la Plataforma LGTB i format per 160 persones al parc de la Ciutadella fins a la glorieta de la transsexual Sònia i el convocat per la Xarxa pels Drets Socials que va encerclar amb 500 persones l'Hospital Josep Trueta de Girona.

### Internacional
Els catalans a l'exterior també organitzaren més d'un centenar de cadenes humanes arreu dels cinc continents que es dugueren a terme principalment entre el 24 d'agost i l'11 de setembre de 2013 «per donar suport al procés democràtic d'independència de Catalunya».
- Amèrica: Toronto, Vancouver i Mont-real (Canadà), Atlanta, Boston, Boulder, Chicago, Cincinnati, Dallas, Houston, Independence, Los Angeles, Miami, Minneapolis, Nova York, Raleigh, San Francisco, Seattle i Washington (Estats Units), Guadalajara, Ciutat de Mèxic, Puebla i Tulum (Mèxic), Managua (Nicaragua), Ciutat de Panamà (Panamà), San José (Costa Rica), Asunción (Paraguai), Bogotà i Medellín (Colòmbia), Buenos Aires, Castelar, Córdoba, Paraná i Rosario (Argentina), Curitiba, Rio de Janeiro i São Paulo (Brasil), Lima (Perú), Montevideo (Uruguai), Quito (Equador) i Santiago de Xile (Xile).
- Europa: Andorra la Vella (Andorra), Atenes (Grècia), Bergen, Oslo i Trondheim (Noruega), Berlín, Frankfurt del Main, Hamburg, Colònia, Mannheim i Múnic (Alemanya), Brussel·les (Bèlgica), Budapest (Hongria), Copenhaguen (Dinamarca), Cork i Dublín (Irlanda), La Haia (Països Baixos), Dubrovnik i Zadar (Croàcia), Ginebra, Lausana i Zúric (Suïssa), Göteborg i Estocolm (Suècia), Hèlsinki (Finlàndia), Lisboa (Portugal), Ljubljana (Eslovènia), Edimburg, Londres i Manchester (Regne Unit), Luxemburg (Luxemburg), París i Tolosa (França), Praga (República Txeca), Reykjavík (Islàndia), L'Alguer, Roma i Venècia (Itàlia), Sarajevo (Bòsnia i Hercegovina), Szczecin (Polònia) i Viena (Àustria).
- Àfrica: Johannesburg (Sud-àfrica), Mbour (Senegal) i Serekunda (Gàmbia).
- Àsia: Doha (Qatar), Dubai (Emirats Àrabs Units), Jerusalem (Israel), Bangkok (Tailàndia), Hong Kong, Pequín, Guangzhou, Xangai i Shenyang (Xina), Everest i Pokhara (Nepal), Seül (Corea) i Tòquio (Japó).
- Oceania: Auckland i Wellington (Nova Zelanda), Brisbane, Melbourne, Perth i Sydney (Austràlia).

A més, durant els dies previs, o coincidint amb l'acte principal, s'organitzaren diverses cadenes humanes en suport a la Via Catalana arreu dels Països Catalans:
- Al cap de Barbaria, Formentera el 27 d'agost.[95]
- A Eivissa el 8 de setembre.[96]
- A Andorra, Palma i Maó el 10 de setembre.[97]
- A l'Alguer el mateix dia 11 de setembre.[98]
- Al País Valencià es va convocar a Guardamar del Segura (Baix Segura), però el govern espanyol la va prohibir tres dies abans de la seva celebració.[99]

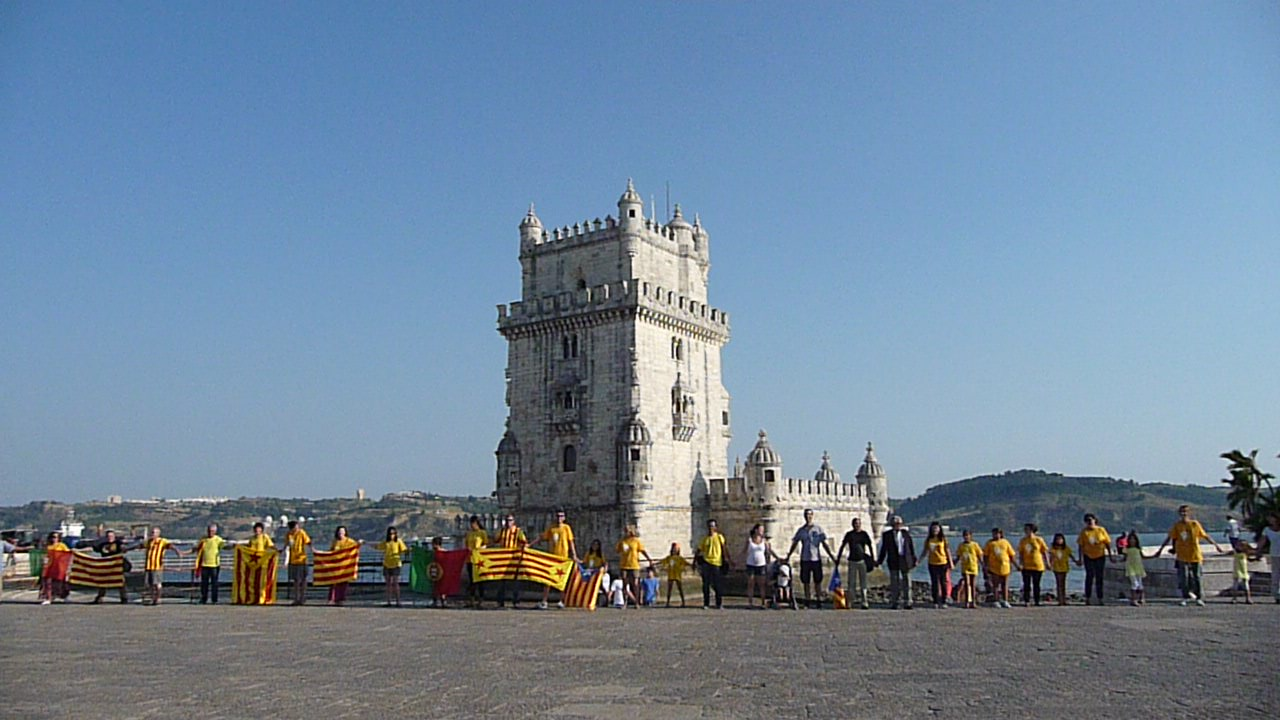
Via Catalana a Lisboa, el 30 d'agost
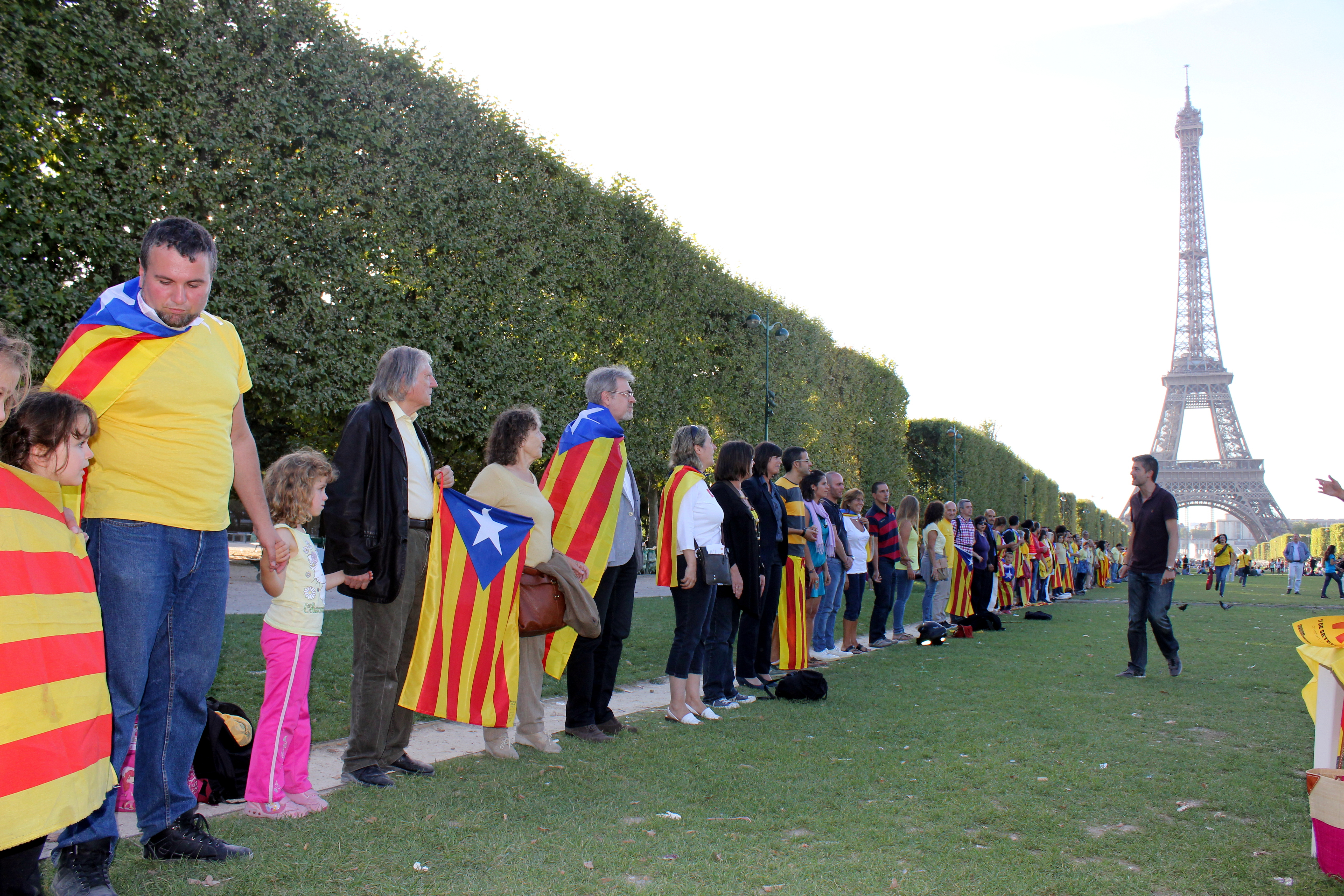
Via Catalana a París, el 2 de setembre
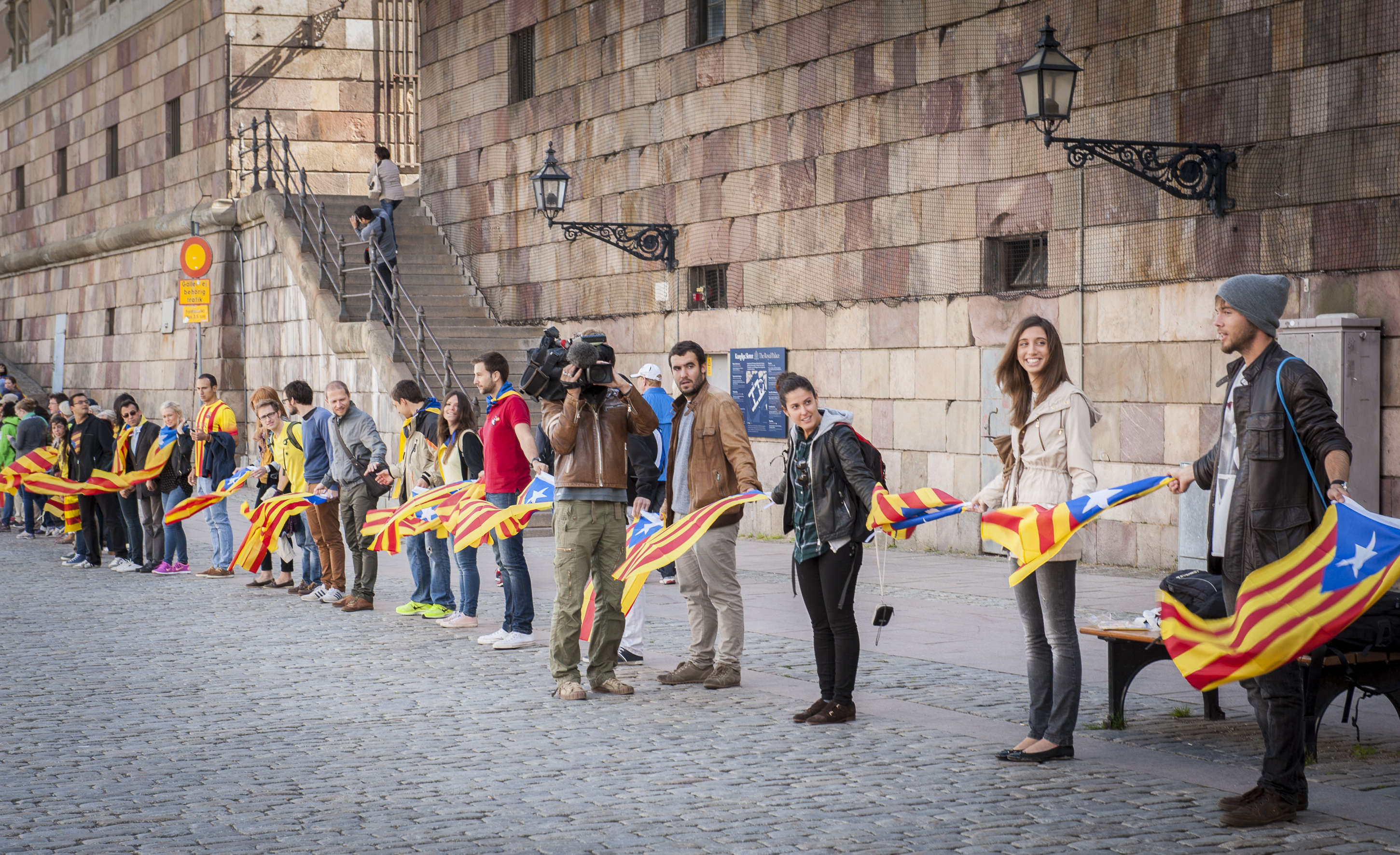
Via Catalana a Estocolm, el 31 d'agost
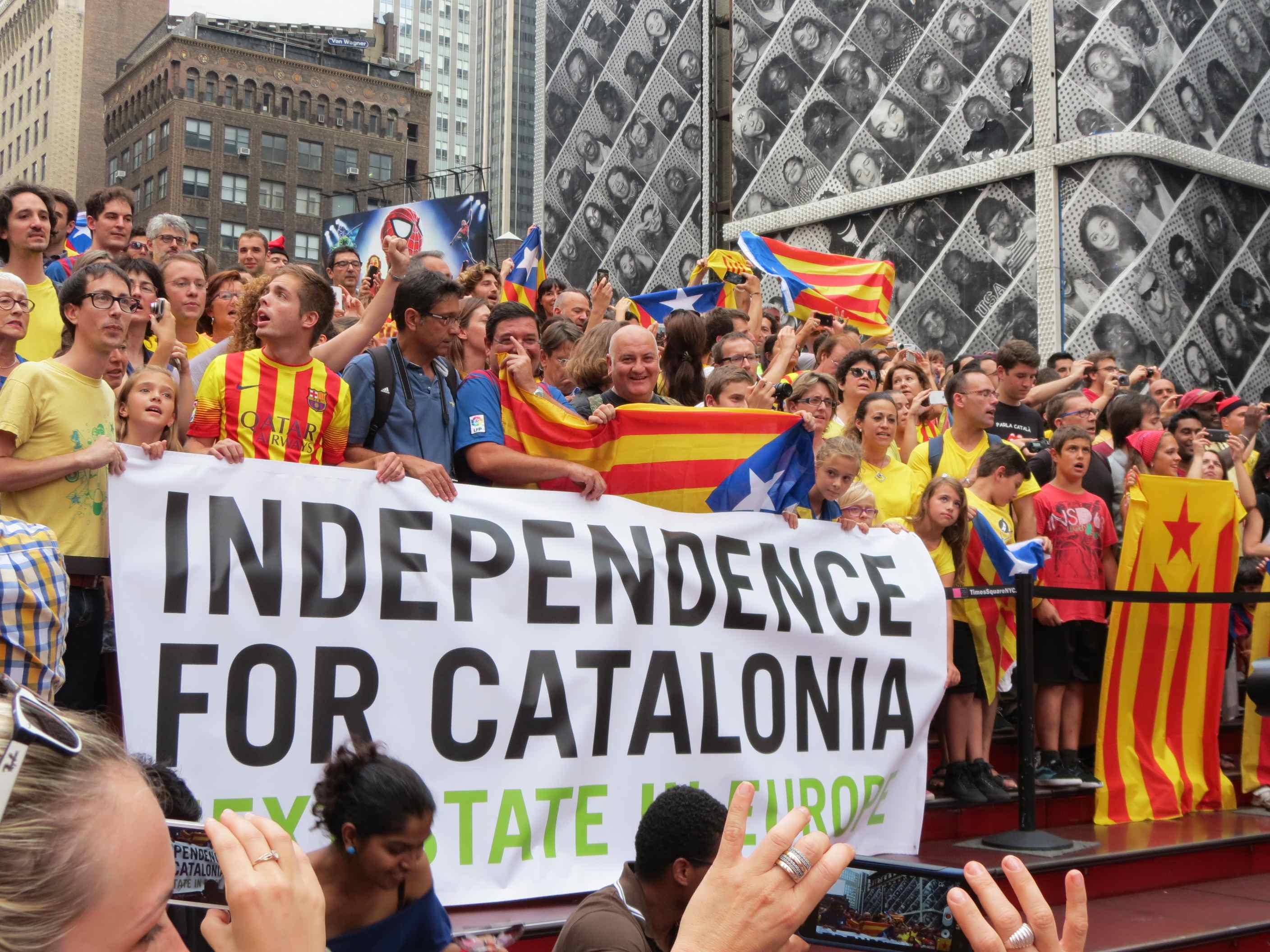
Protesta independentista a Times Square (Nova York), el 31 d'agost

## Organització i logística

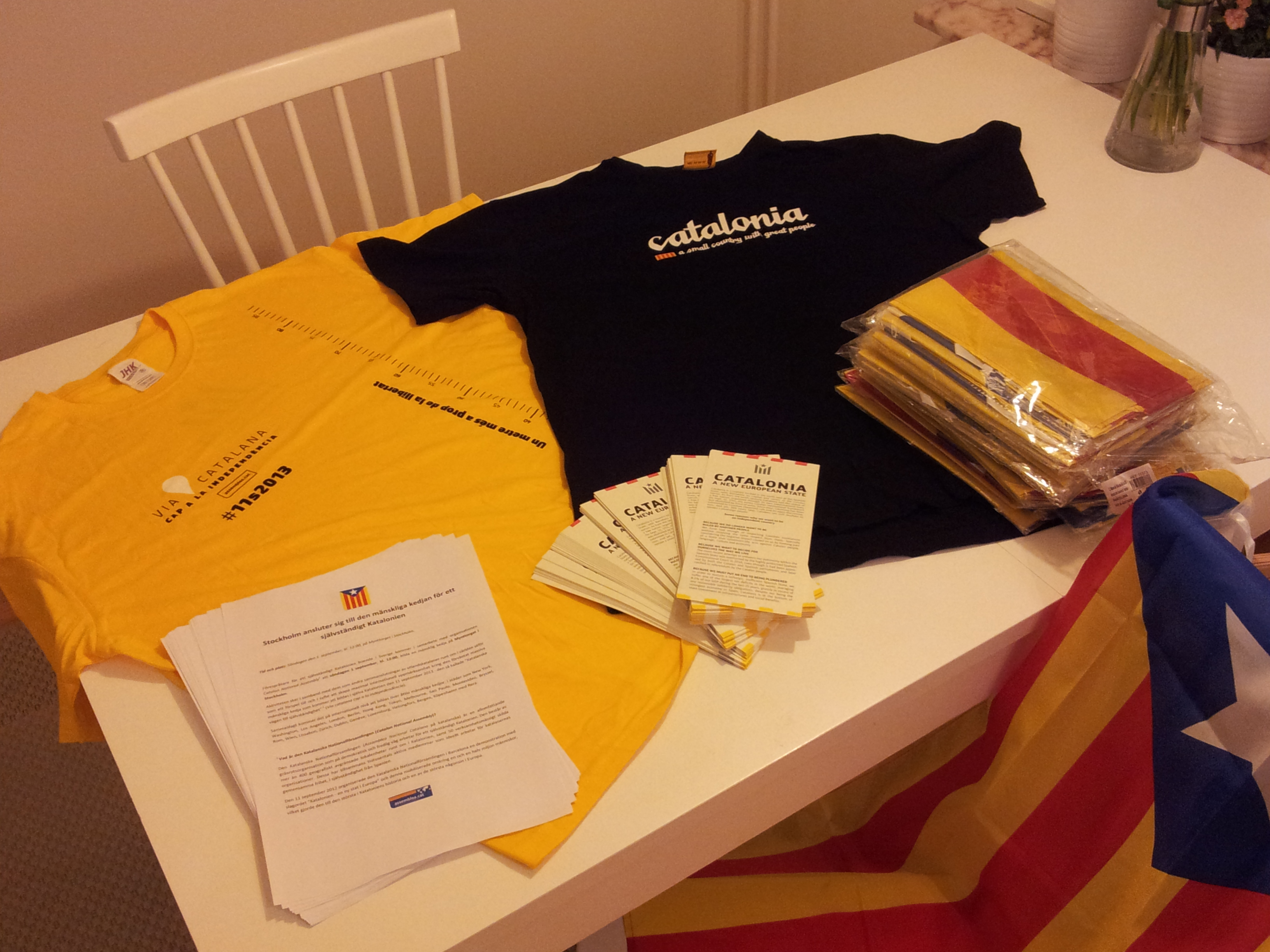
Samarreta groga de la Via Catalana. Els organitzadors van fer una crida als participants a dur samarretes grogues.

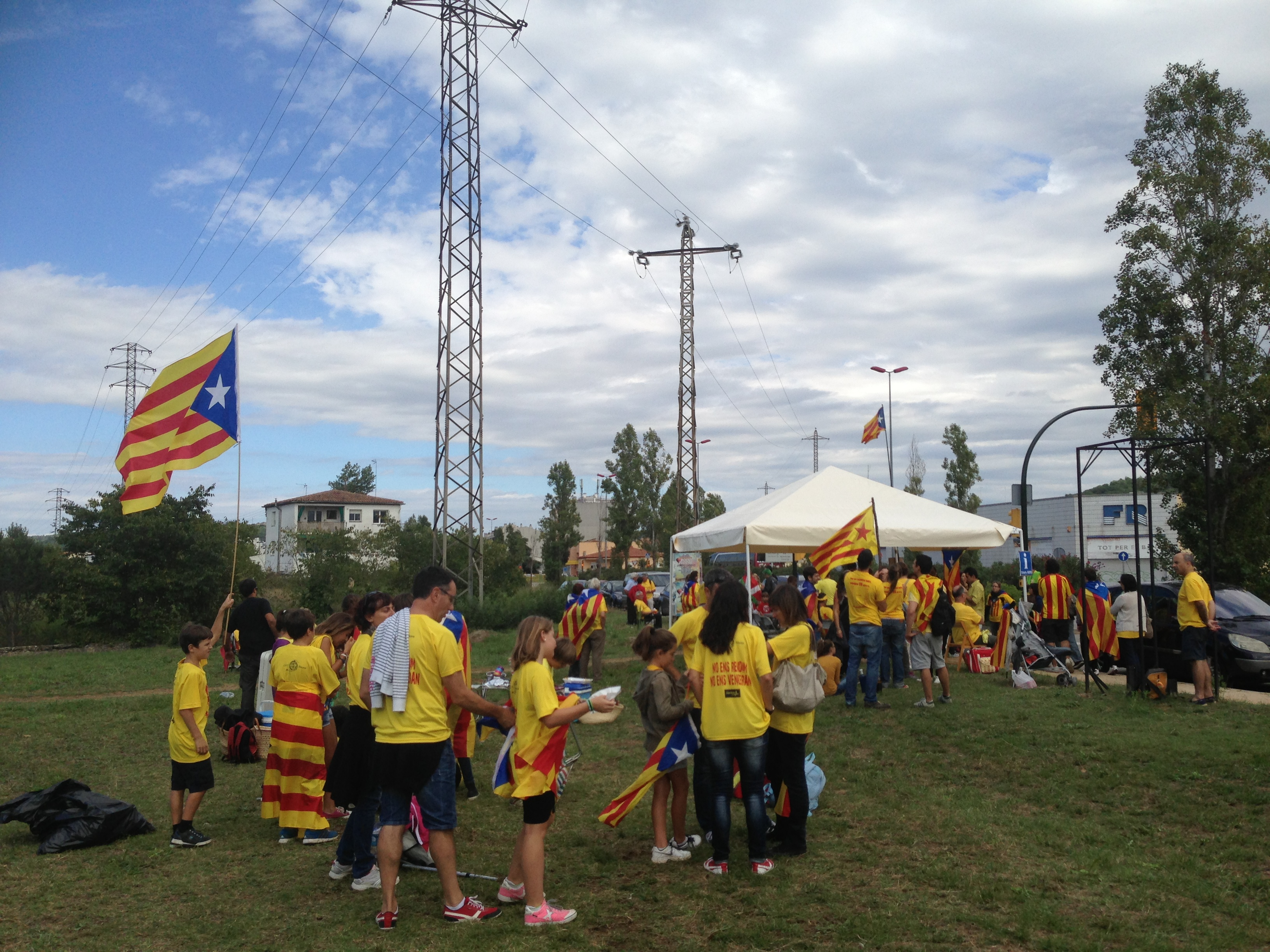
Punt de trobada del tram 609, a Sarrià de Ter

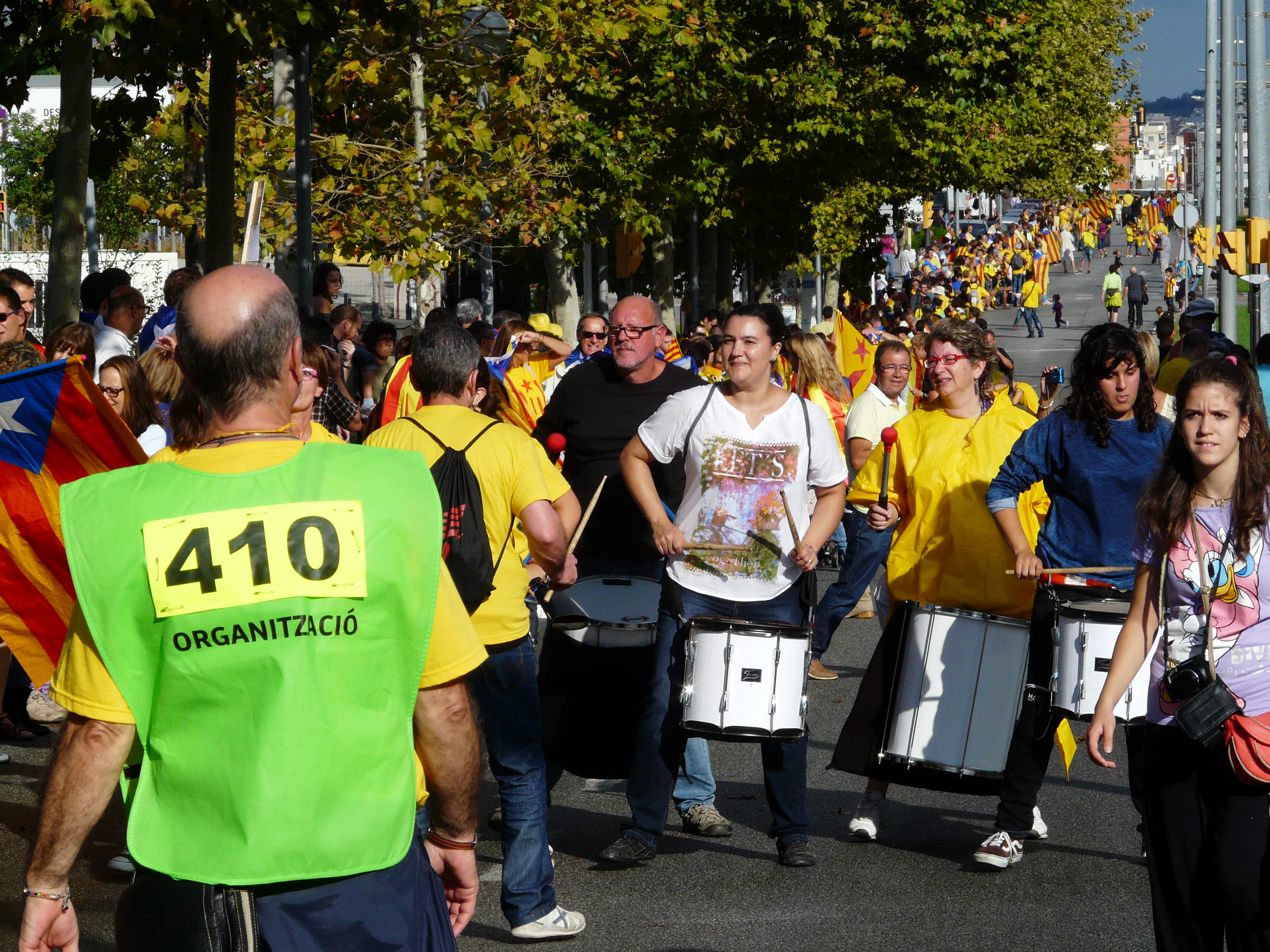
Cada responsable de tram duia una armilla verda

Els manifestants de la Via Catalana van haver-se d'inscriure a un web per tal d'organitzar-se al llarg del recorregut i evitar trams sense participants, tot i que un cop cobert tot el traçat quatre dies abans, l'Assemblea Nacional Catalana va fer una crida a participar en qualsevol tram de la cadena humana encara que no s'hi estigués inscrit. L'organització considerava, com així va ser, que, sobretot en els trams urbans, se superaria amb escreix el mínim imprescindible i que potser s'improvisarien altres cadenes.
La cadena humana de 400 quilòmetres va segmentar-se en 778 trams d'uns 500 metres de mitjana, on com a mínim hi havia un responsable de tram i dos voluntaris encarregats de reunir i alinear els manifestants, que a més van rebre notícies en directe a través de la ràdio i l'aplicació mòbil. Les operadores de serveis de telecomunicacions van comprometre's a augmentar el senyal de 3G, preveient aglomeracions de persones.
Els organitzadors van establir que tots els participants havien d'estar al seu tram a les 16h de la tarda per evitar problemes de trànsit i començar a preparar la cadena, que va començar a les 17:14h amb un repic de campanes a la Seu Vella de Lleida i als campanars de tot el país. Durant la cadena, es va fer una gigafoto i es van gravar imatges aèries de l'esdeveniment i es van fer actes simultanis arreu del país, fins a les 18h. A les 17:15h es va interpretar a la plaça de Catalunya (Barcelona) El cant dels ocells, la Simfonia núm. 9, de Ludwig van Beethoven, i el Cant de la Senyera per part del Cor Jove de l'Orfeó Català, juntament amb el Cor i l'Orquestra de Joves Intèrprets dels Països Catalans, sota la direcció d'Esteve Nabona. A les 17:30h es va llegir un discurs a Amposta i a les 17:35h, al Pertús. A les 17:45h Carme Forcadell, presidenta de l'Assemblea Nacional Catalana, va llegir el discurs a la plaça de Catalunya, de Barcelona. Finalment, els manifestants van cantar Els Segadors a les 17:55h.
El dia 1 d'abril de 2014 es va activar la web gigafoto.assemblea.cat (Arxivat 2017-12-05 a Wayback Machine.) on es pot consultar la gigafoto que es va fer el dia de la Via Catalana gràcies a l'esforç de 800 fotògrafs voluntaris i que mostra un muntatge que uneix les 107.038 fotografies fetes en una sola imatge.
El ramal «Encerclem la Caixa», organitzat pel Procés Constituent a Barcelona, va dividir el recorregut en 5 zones identificades de la A a la E i demanava als participants que s'inscrivissin a través de la seva web. S'hi van inscriure 4657 persones i hi van participar unes 8.000.

## Mitjans de comunicació

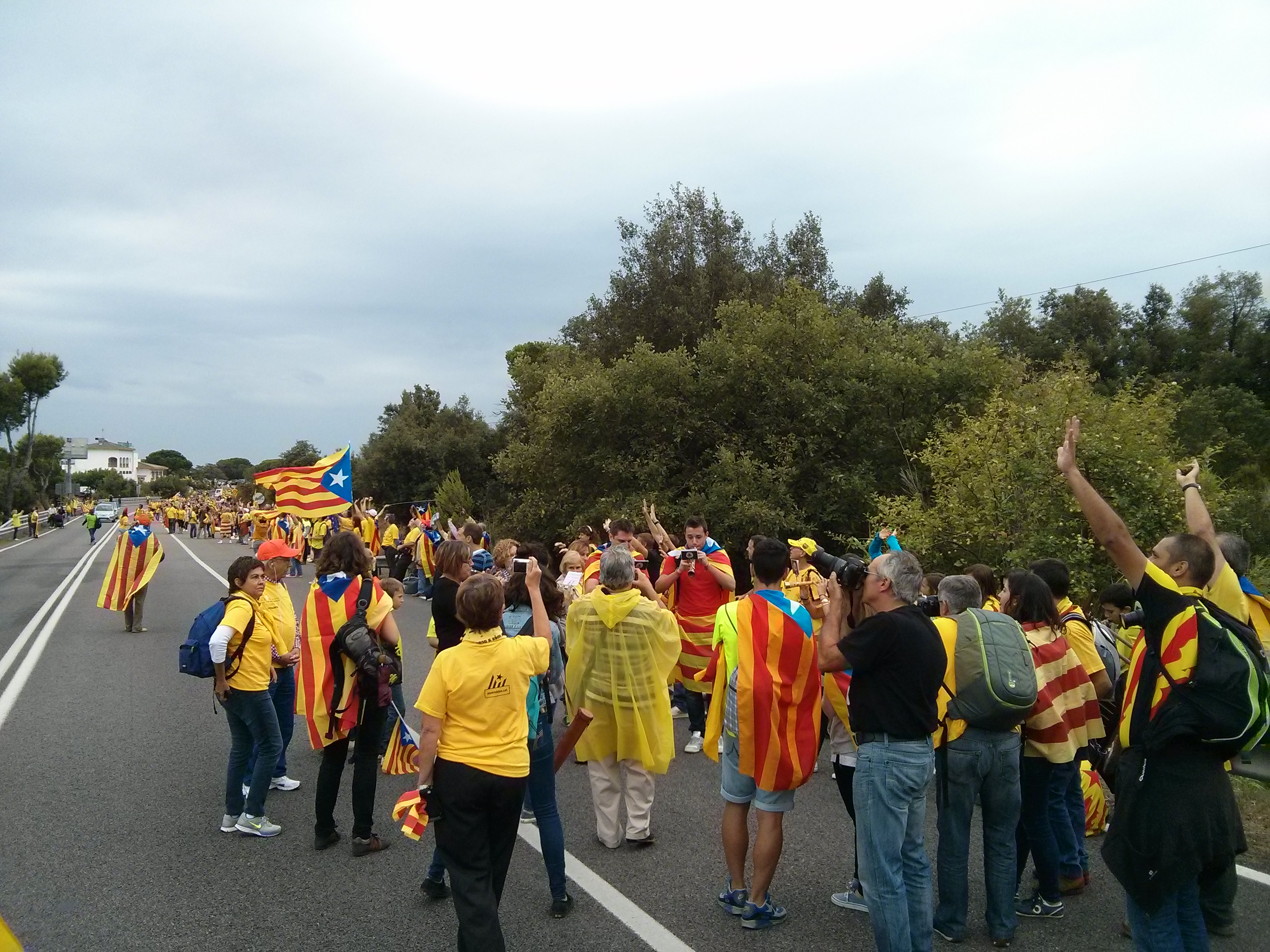
Hores prèvies de la Via Catalana al seu pas per Palafolls.

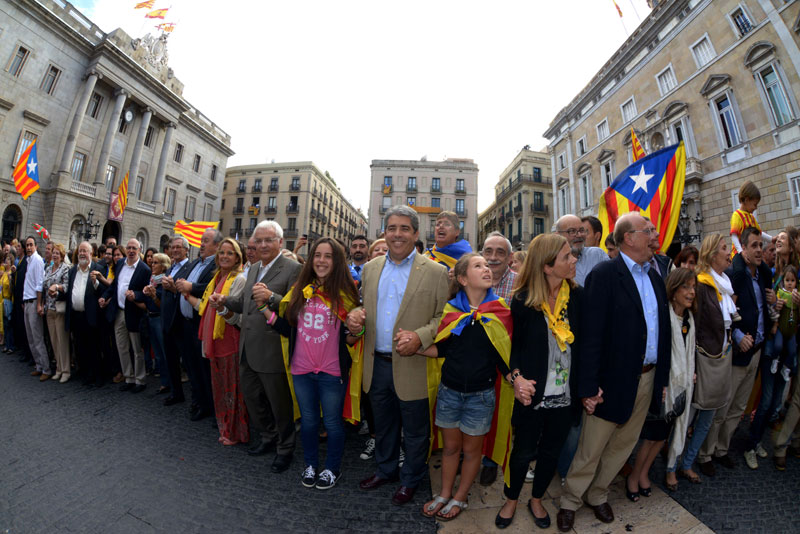
Polítics al tram de la Via Catalana a la plaça de Sant Jaume de Barcelona

L'Assemblea Nacional Catalana va acreditar més d'un miler de periodistes, un centenar dels quals mitjans estrangers, sense comptar nombrosos periodistes de mitjans espanyols. Entre els mitjans internacionals que seguiren la cadena humana per la independència hi ha Al Jazeera, Associated Press, la BBC, Agence France-Presse, Le Monde, Le Figaro, Televisa, les televisions públiques de Portugal i d'Alemanya, l'agència Reuters, The Washington Post, The New York Times, entre d'altres.

### Mitjans nacionals
Diversos mitjans catalans de televisió i emissores de ràdio, com ara TV3, 3/24, TV3CAT, 8tv, BTV, Catalunya Ràdio, Catalunya Informació i RAC 1, van cobrir en directe l'acte institucional de la Diada Nacional de Catalunya, al matí, i la Via Catalana, a la vesprada, per tal que els assistents puguin seguir el desenvolupament de la jornada. Una aplicació mòbil oferí als manifestants informació pràctica sobre el seu tram de la cadena.
TV3 i el canal 3/24 van oferir durant la Diada Nacional de Catalunya una programació continuada de més de quinze hores, de les 08:30h a les 24:00. Per garantir aquesta cobertura, els serveis informatius de Teleivisió de Catalunya van dur a terme un ampli desplegament tècnic i humà que va incloure, entre altres mitjans tècnics, 3 helicòpters i 19 punts de connexió en directe, des del Pertús fins a les Terres de l'Ebre. Des de les 16:00h a les 19:00h Ariadna Oltra i Carles Prats van presentar un programa especial sobre la Via Catalana, amb informació permanent sobre la cadena i connexions amb tots els punts de la geografia catalana; i una segona part, a partir de les 19.00, amb un resum de les millors imatges del dia i la realització d'un debat de valoració.
Pel que fa a Catalunya Ràdio, a partir de les 16.00, Mònica Terribas i Kílian Sebrià van emetre un programa especial en directe des de la plaça de Catalunya de Barcelona. Per la seva banda, RAC1 va fer un seguiment dels actes amb motiu de la Diada i a partir de les 15 h, un especial sobre la Via Catalana amb Jordi Basté i Toni Clapés.

### Mitjans internacionals
Quant als mitjans internacionals, The Wall Street Journal, Agence France-Presse, Reuters, Associated Press i diverses publicacions de diferents països europeus van fer-se ressò de la Via Catalana abans que es produís. «Els independentistes catalans volen revitalitzar el moviment amb una protesta molt més cridanera que la manifestació massiva de fa un any», afirmava el rotatiu estatunidenc, mentre que Reuters destacava que «marcarà» la Diada amb «crides renovades al trencament amb Espanya» encara que «els líders dels dos bàndols estan indicant que preferien la negociació a la confrontació».
El 10 de setembre el president del Govern, Artur Mas, publicà un article a les pàgines d'opinió del The New York Times reclamant «llibertat per a votar». El mateix dia, el portaveu del Govern, Francesc Homs, en publicava un altre a The Guardian explicant que Espanya tracta als catalans «com a súbdits, no com a socis» i assegurant que «el procés ha de ser, i serà, escrupolosament democràtic i aprovat per la majoria de la gent».
La mateixa vesprada els mitjans internacionals van publicar les primeres informacions sobre el desenvolupament de la cadena humana, especialment a les edicions digitals. El web del diari francès Libération va destacar «Catalunya: una gran cadena humana per la independència», mentre que Le Figaro va titular «Els catalans desafien Madrid». L'agència internacional de notícies Reuters va interpretar que «Catalunya pressiona per la independència amb una cadena humana» i Al-Jazeera subtitulava que «Una llarga cadena humana de 400 km a la regió blingüe nord-oriental d'Espanya destinada a impulsar un referèndum sobre l'autodeterminació». A la premsa britànica la BBC va afirmar que «Els catalans marquen el Dia de la Independència amb una enorme cadena humana» i The Guardian va fer un recull de fotografies enviades pels mateixos manifestants.
L'endemà, centenars de mitjans internacionals van destacar les informacions sobre la Via Catalana. Segons alguns mitjans catalans la repercussió mediàtica va ser superior a la de la manifestació "Catalunya, nou estat d'Europa" i calia retrocedir fins als Jocs Olímpics d'Estiu de 1992 per a trobar-ne precedents. The Wall Street Journal i International Herald Tribune van destacar l'esdeveniment en portada, juntament amb una fotografia.
Els diaris més destacats amb seu a Madrid van mostrar la Via Catalana a les seves portades, tot i que s'hi van mostrar en contra. L'endemà, per l'editorial d'El Mundo va ser un «gran acte d'exaltació d'un nacionalisme fanàtic» que «recorre a mètodes del totalitarisme», i El País reclamà a Artur Mas que no cometés l'error de «confondre el caràcter massiu de l'assistència amb una majoria o la totalitat de la ciutadania catalana». L'ABC va titular en portada que «se'ls en va de les mans» i per La Razón es tractà d'una «Via Catalana cap enlloc».

## Repercussions

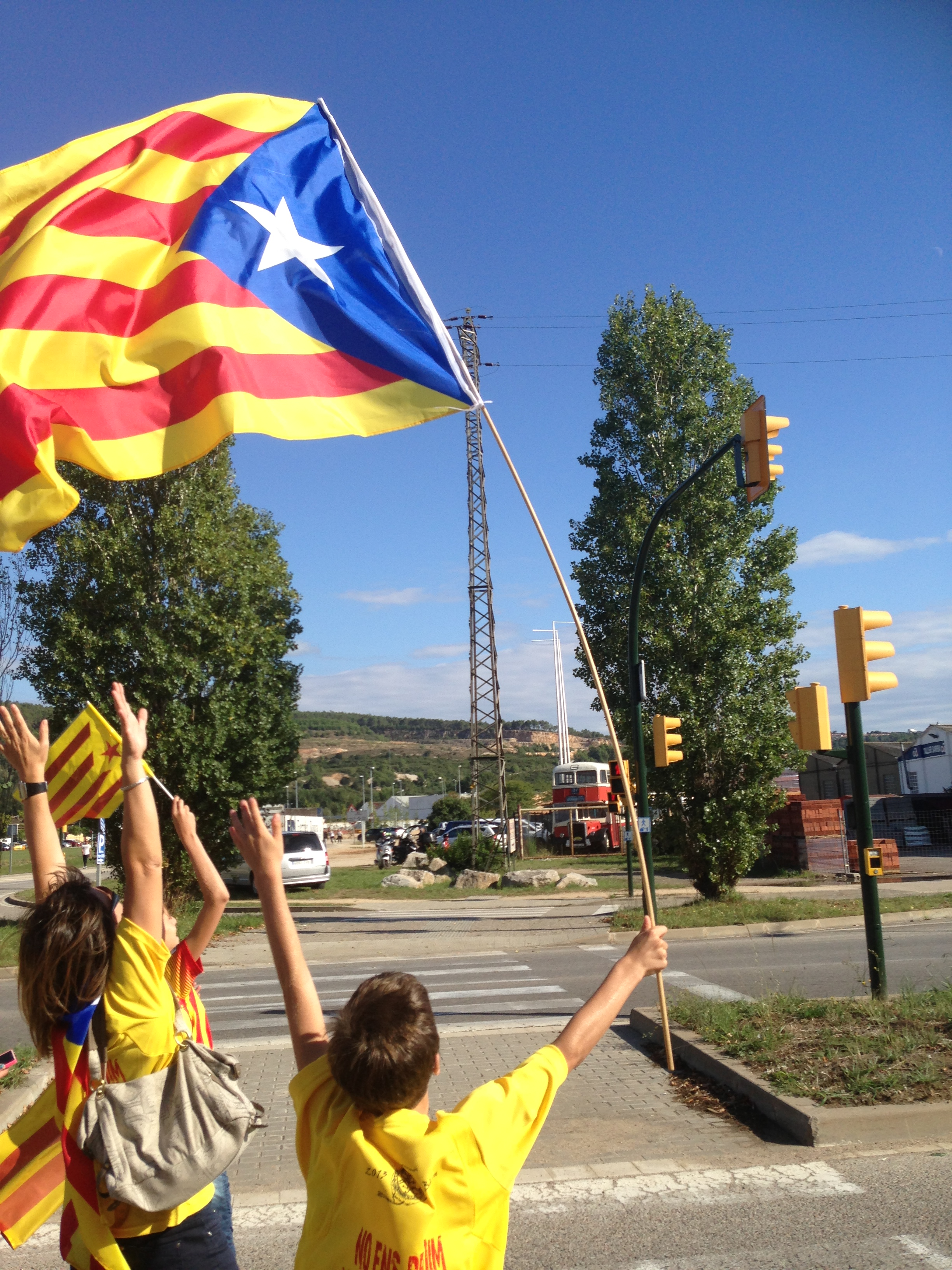
Manifestants de la Via Catalana

### Reaccions en contra
En un inici, el Moviment Cívic 12-O va convocar per a la tarda de l'Onze de Setembre una concentració espanyolista o unionista a la plaça de la Sagrada Família per encerclar la Sagrada Família, mostrar el seu suport a la unitat d'Espanya i «trencar la cadena independentista». Tanmateix, el Departament d'Interior de la Generalitat de Catalunya va establir que aquest acte no podia coincidir amb la cadena humana, tant en hora com en lloc, per motius de seguretat. Aquest fet, juntament amb l'escàs suport dels partits polítics espanyolistes, va dur als organitzadors a desconvocar l'acte i convidar els catòlics a acudir a resar al Temple Expiatori i posposar una resposta a la Via Catalana el següent 12 d'octubre, Dia de la Hispanitat.

#### Assalt a Blanquerna
Un grup d'unes quinze persones d'extrema dreta amb banderes espanyoles preconstitucionals, de la Falange i d'Aliança Nacional van assaltar l'acte institucional de la Diada a Madrid, que se celebrava a la llibreria Blanquerna de la capital espanyola. Van agredir algunes de la seixantena de persones presents, com el diputat Josep Sánchez i Llibre, van provocar destrosses al mobiliari urbà i van tirar gas vesicant, mentre cridaven «No ens enganyen, Catalunya és Espanya». Els serveis mèdics van atendre a una persona per una crisi nerviosa, una altra per contusions, i les altres per irritació ocular. La Policia espanyola va detenir a 12 persones com a responsables dels fets, tots de formacions ultres com La Falange o Alianza Nacional. El febrer de 2016 l'Audiència de Madrid condemnà els assaltants amb prou feines d'entre sis i vuit mesos de presó, desoint les peticions d'entre dos i cinc anys i mig de presó efectuades per la fiscalia.

### Conseqüències polítiques
L'Assemblea Nacional Catalana va reclamar que l'endemà de la Via Catalana el govern català fixés la data i la pregunta del referèndum sobre la independència de Catalunya, que «s'ha de poder respondre amb un sí o un no». El conseller de Presidència de la Generalitat de Catalunya i portaveu del govern, Francesc Homs, va respondre l'endemà de la Via Catalana que «abans d'acabar l'any hi ha d'haver una data i una pregunta».
La vicepresidenta del govern espanyol, Soraya Sáenz de Santamaría, va assegurar l'endemà que l'executiu tenia l'obligació «d'escoltar a tots els espanyols», tant «a la gent que surt» com a les «majories silencioses» que «es queden a casa», que també «tenen dret» que es vetlli «per les seves llibertats i per les seves opinions». Per la seva banda, el ministre d'Afers Exteriors d'Espanya, José Manuel García-Margallo, va admetre que la Via Catalana va ser un «èxit de convocatòria, d'organització, de logística i de comunicació».
Els portaveus de la Comissió Europea van mostrar «gran respecte» per la Via Catalana i era «conscient de la seva importància», tot i això van recordar que l'executiu comunitari «no pot interferir» en els afers interns dels estats membres.
D'altra banda, els primers ministres de Letònia i Lituània, Valdis Dombrovskis i Algirdas Butkevičius respectivament, van ser els primers líders europeus en donar suport a les reclamacions de Catalunya, en assegurar després de la Via Catalana que tots els països tenen dret a l'autodeterminació.
La Via Catalana va servir d'inspiració perquè en el País Basc el moviment Gure Esku Dago prepara la Cadena Humana Pel Dret A Decidir del País Basc el 8 de juny de 2014 entre Durango i Pamplona

## Galeria fotogràfica

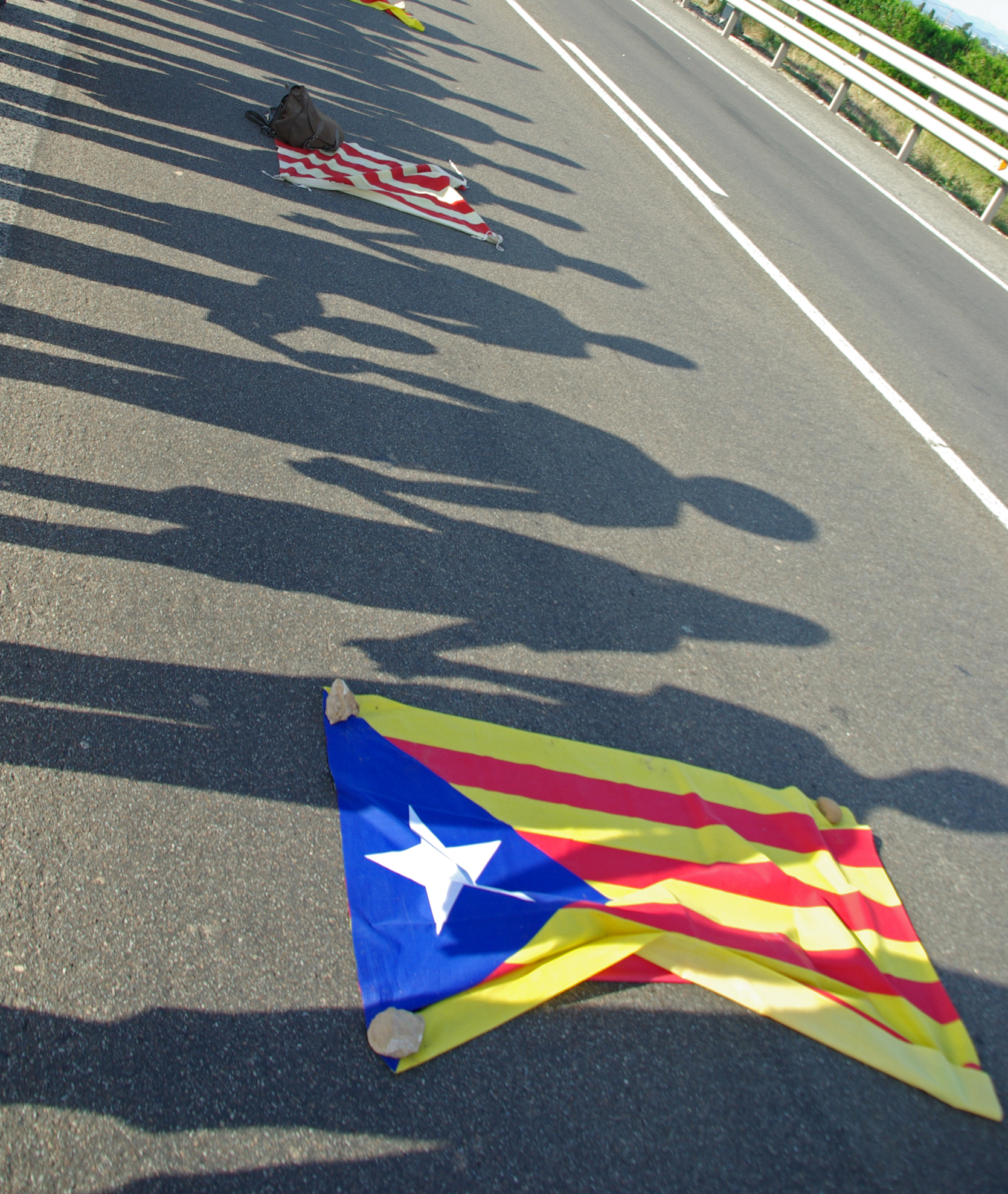
Tram 32, a Sant Carles de la Ràpita
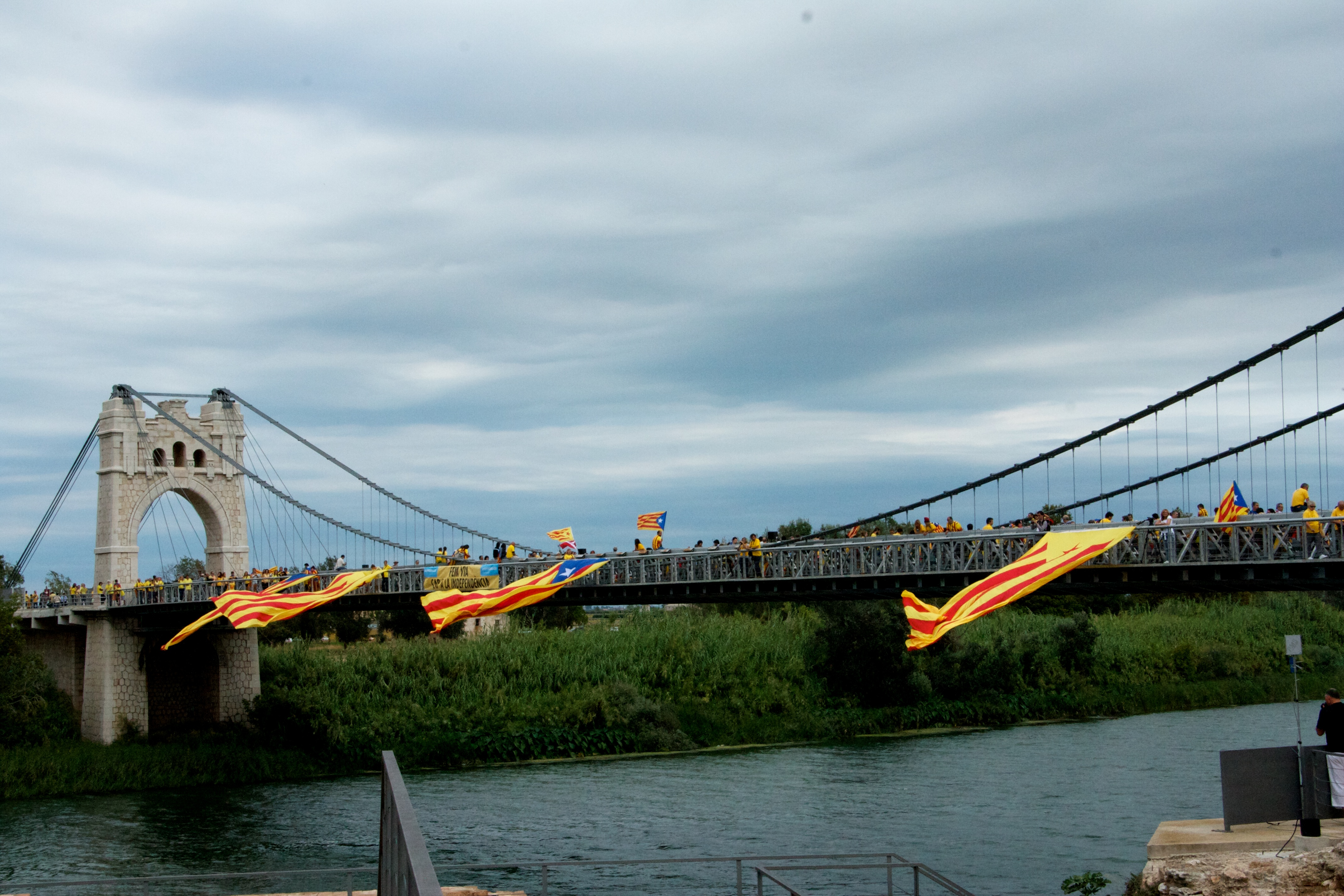
Tram 49, a Amposta
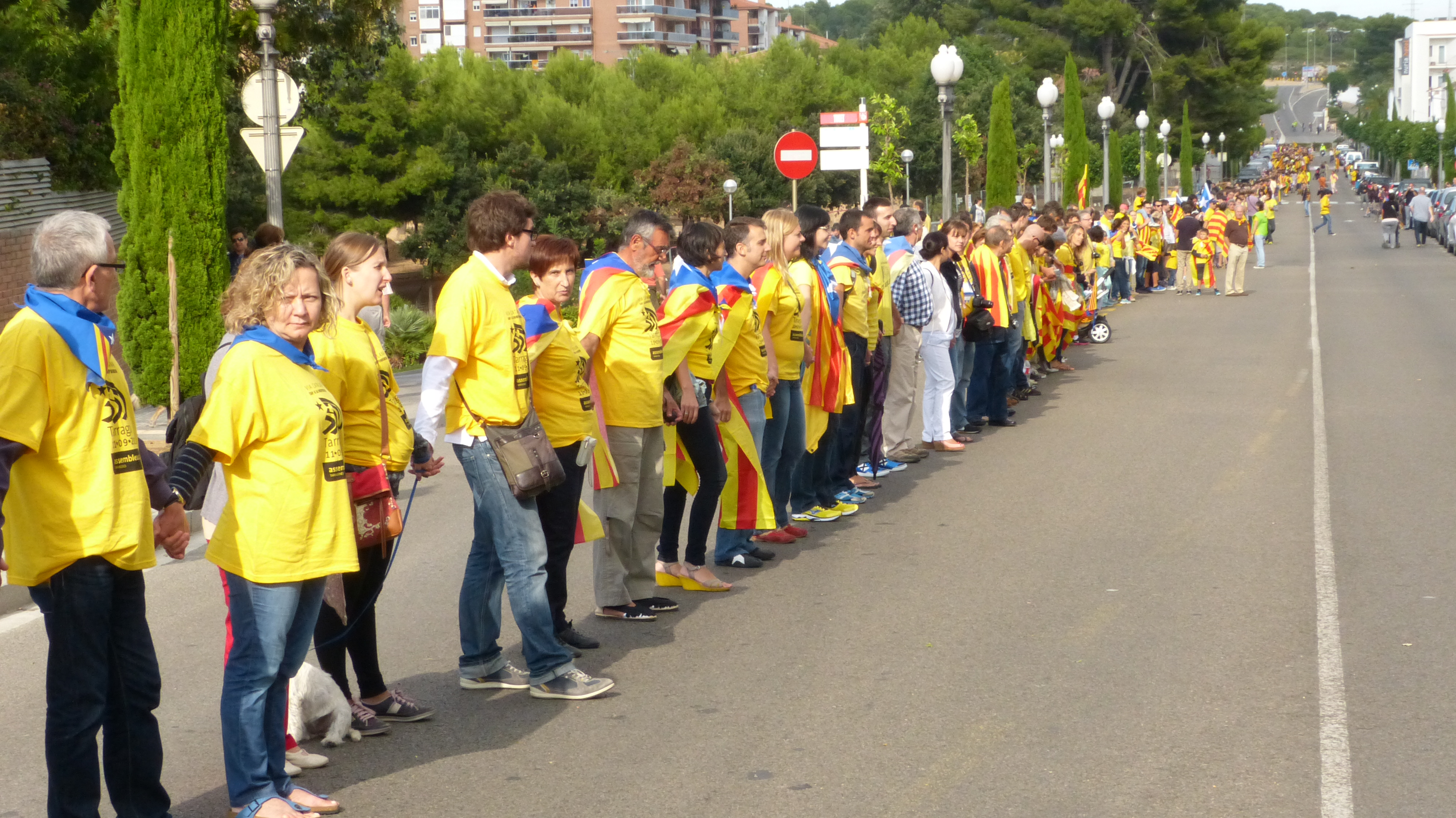
Tram 235, a Tarragona
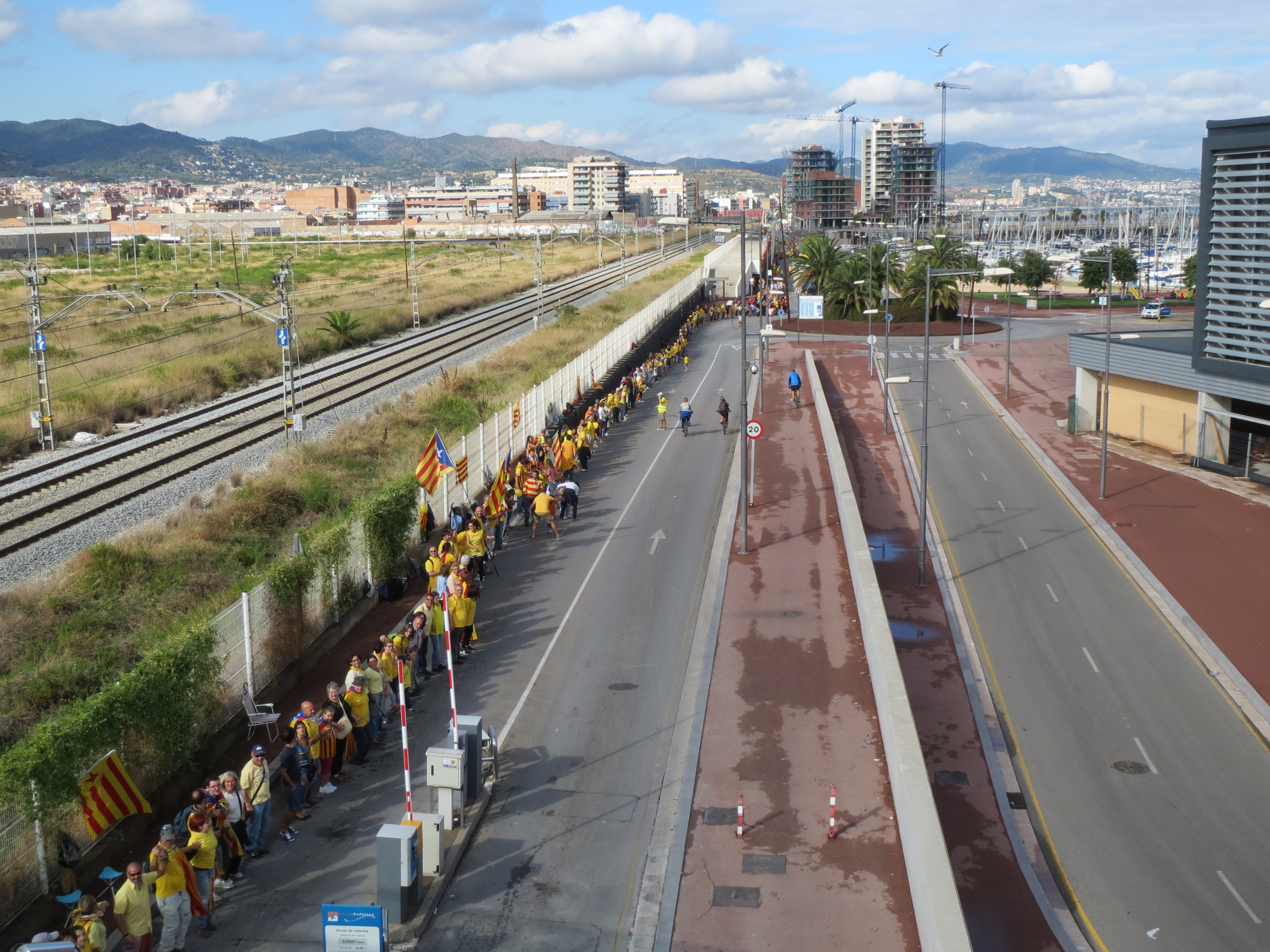
Tram 419, a Badalona
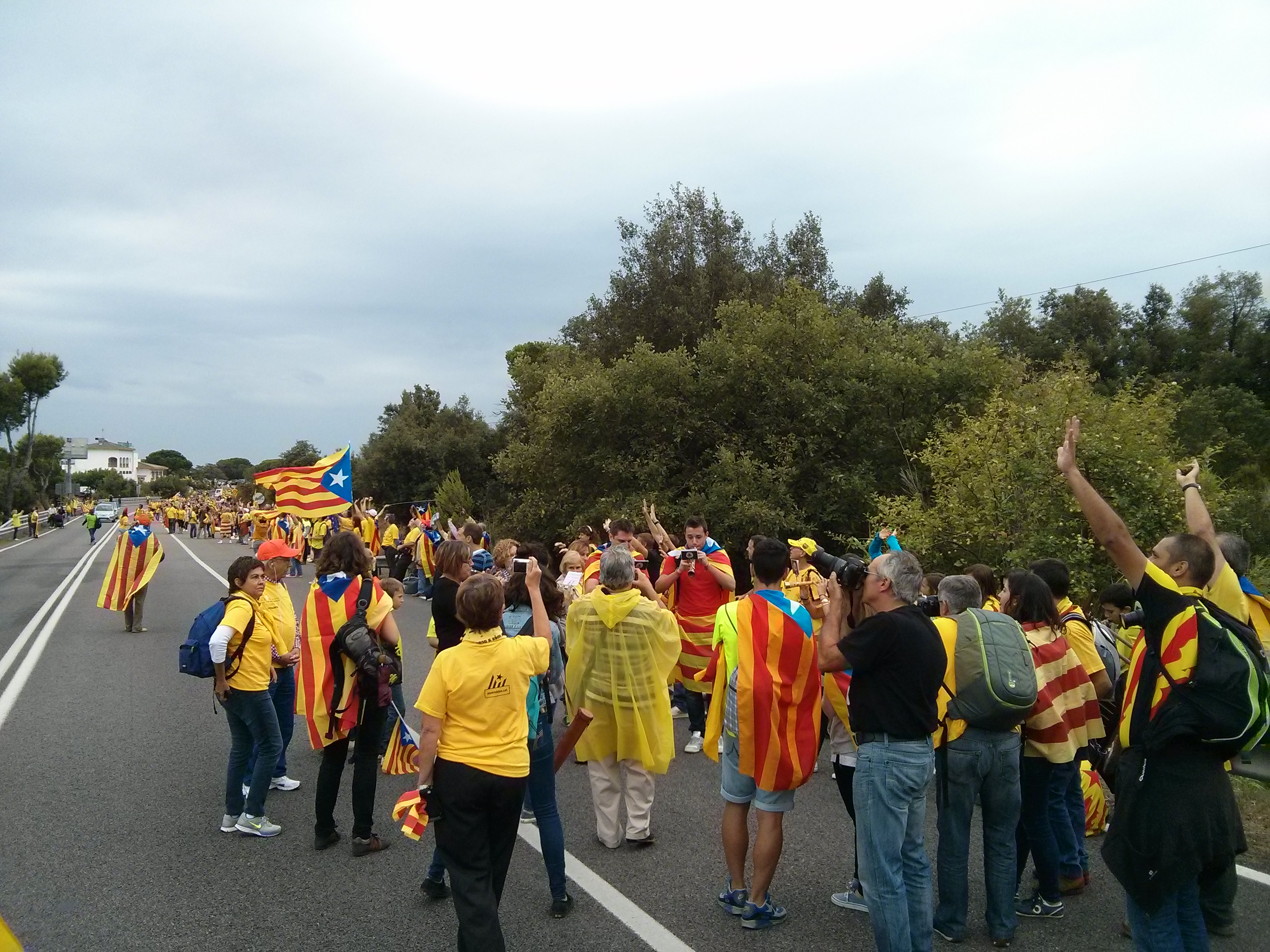
Tram 523, a Palafolls
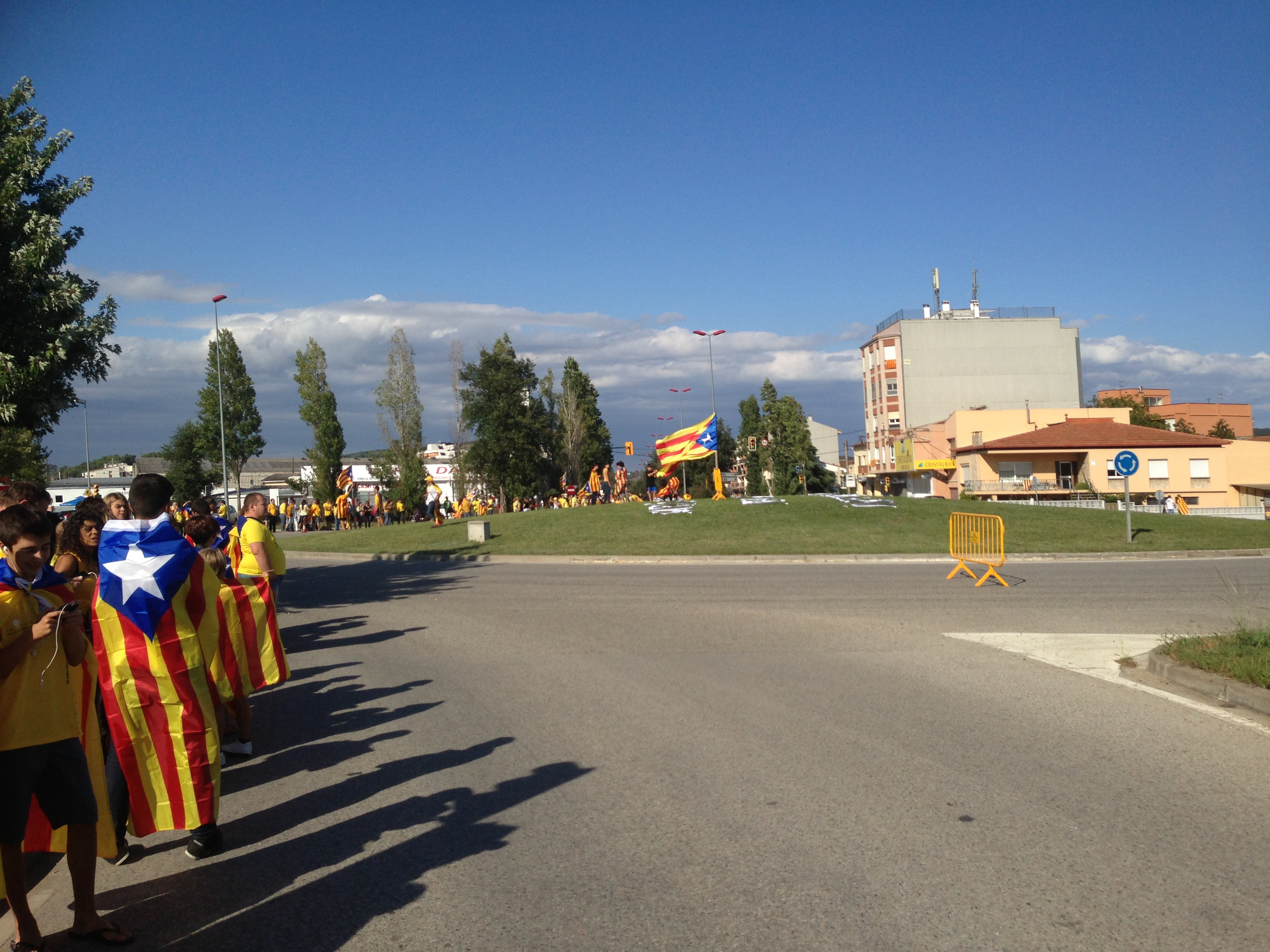
Tram 609, a Sarrià de Ter
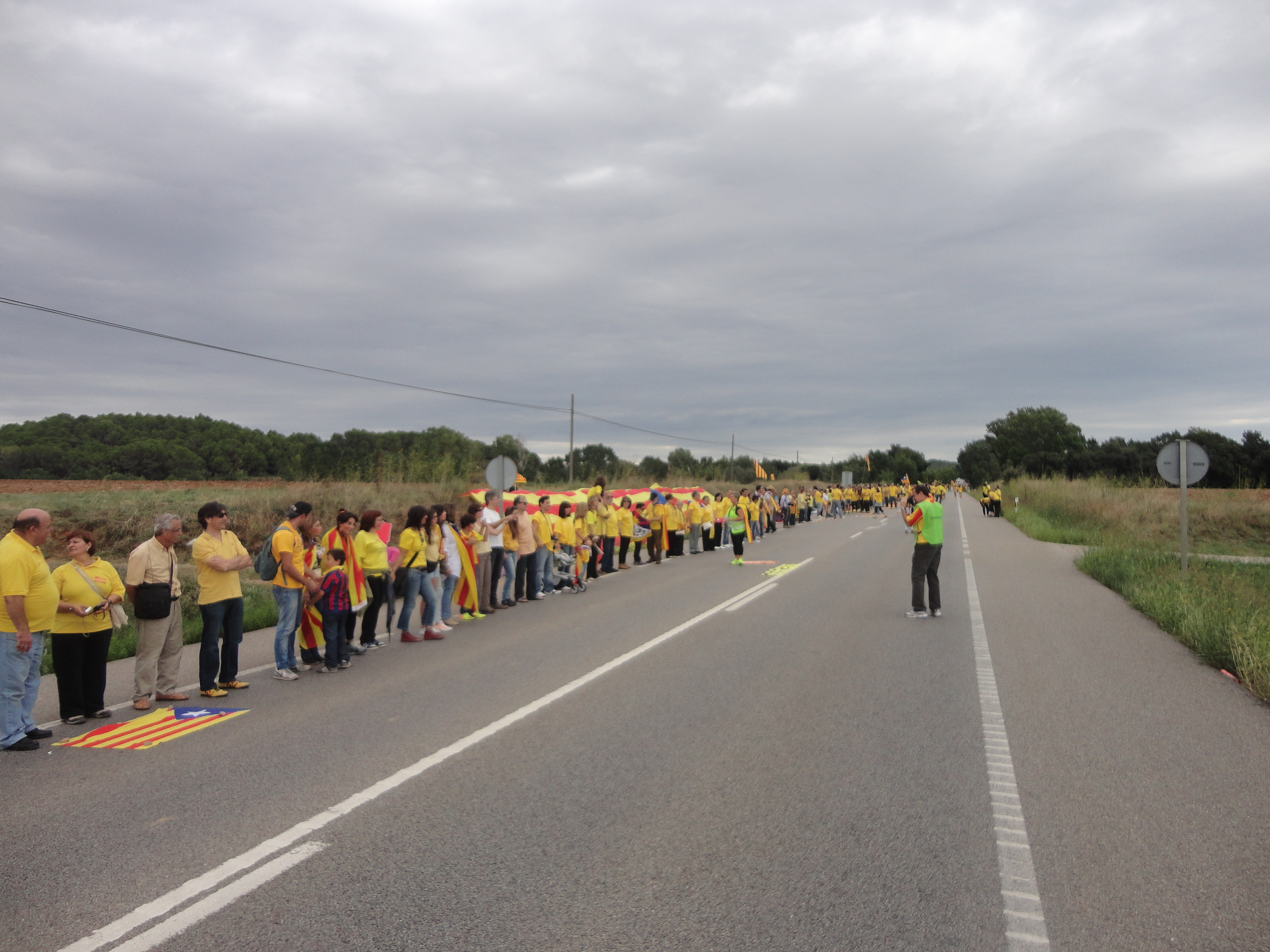
Tram 650, a Pontós
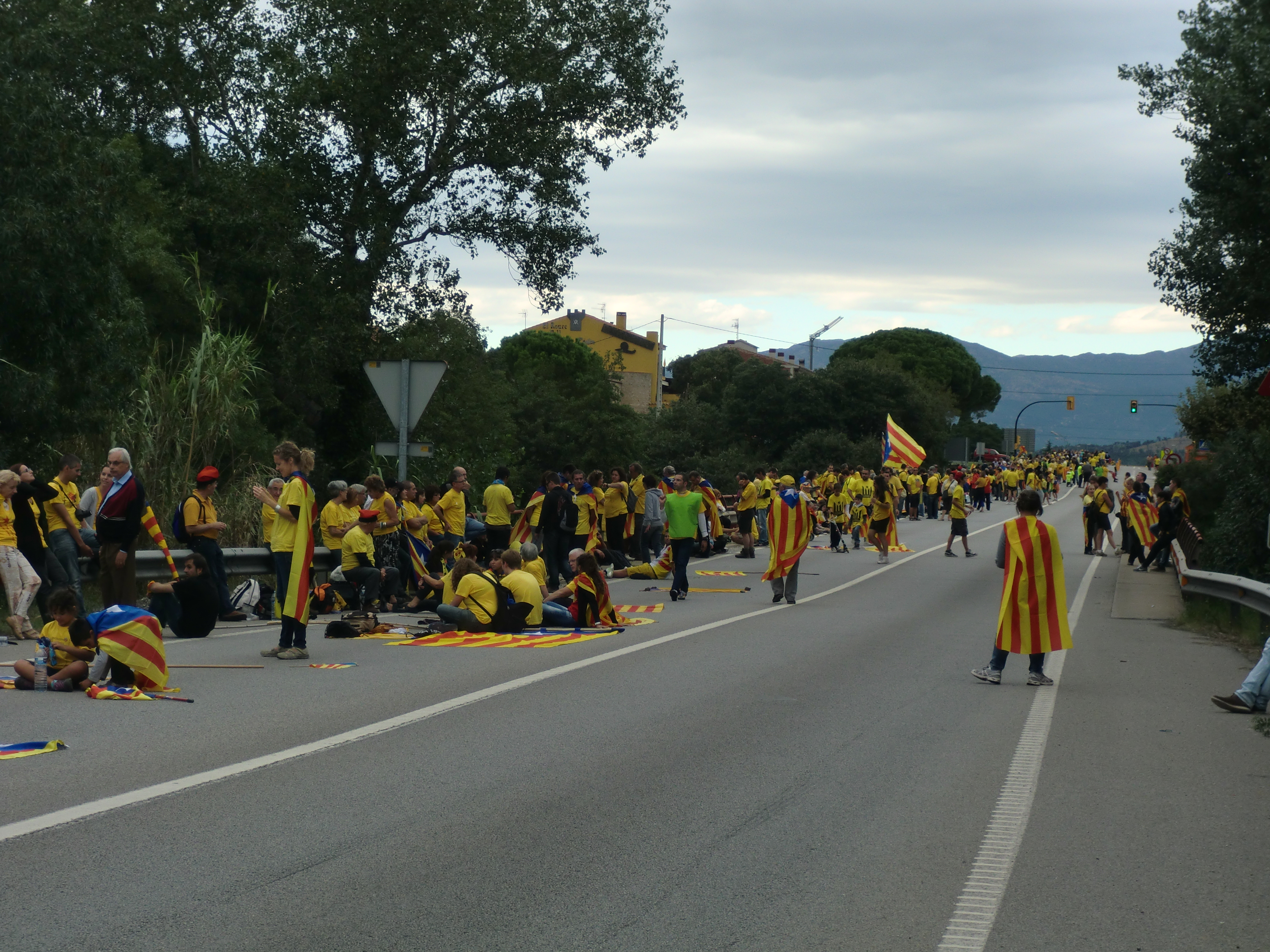
Tram 686, a Pont de Molins
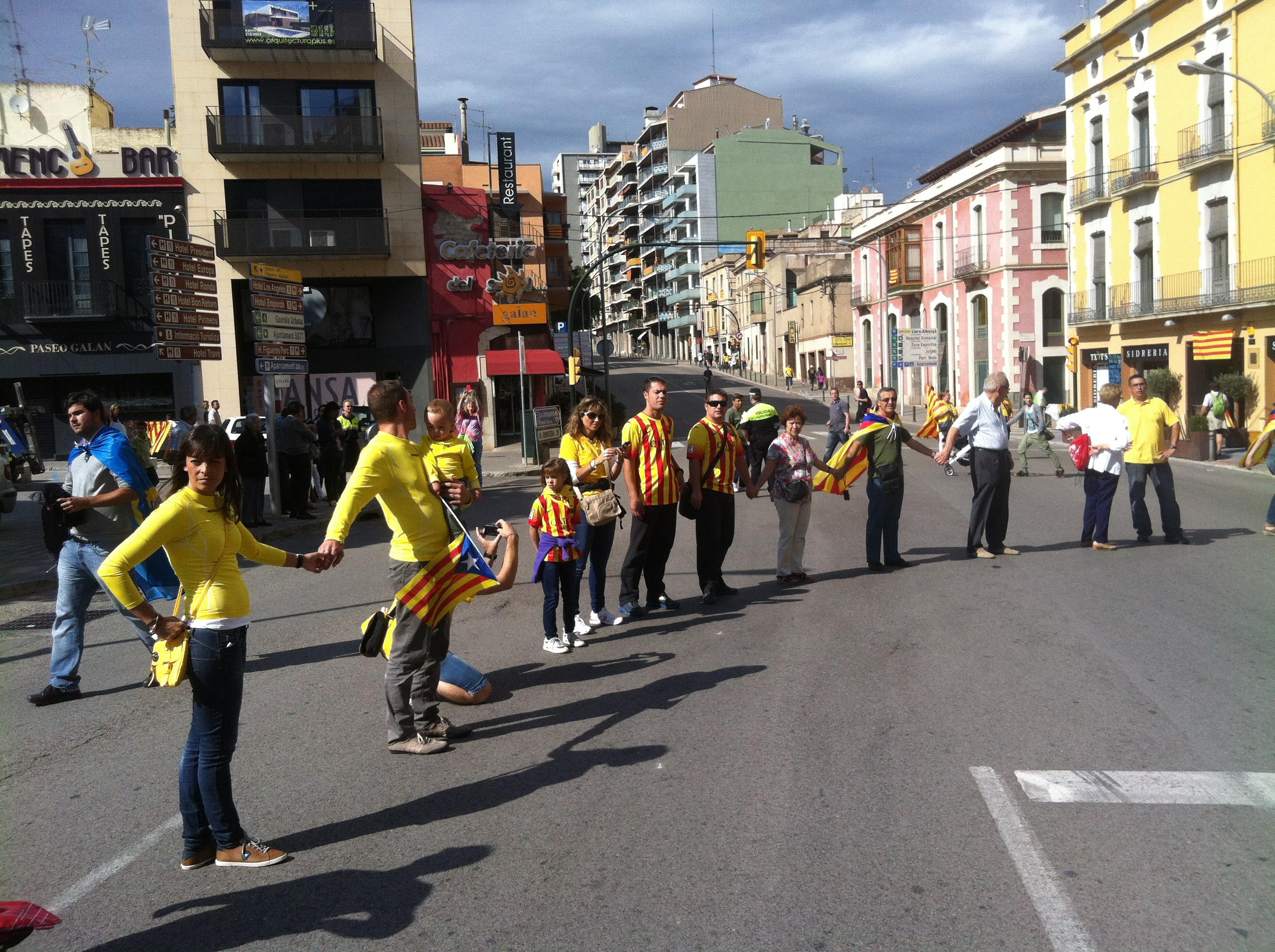
Tram 674, a Figueres
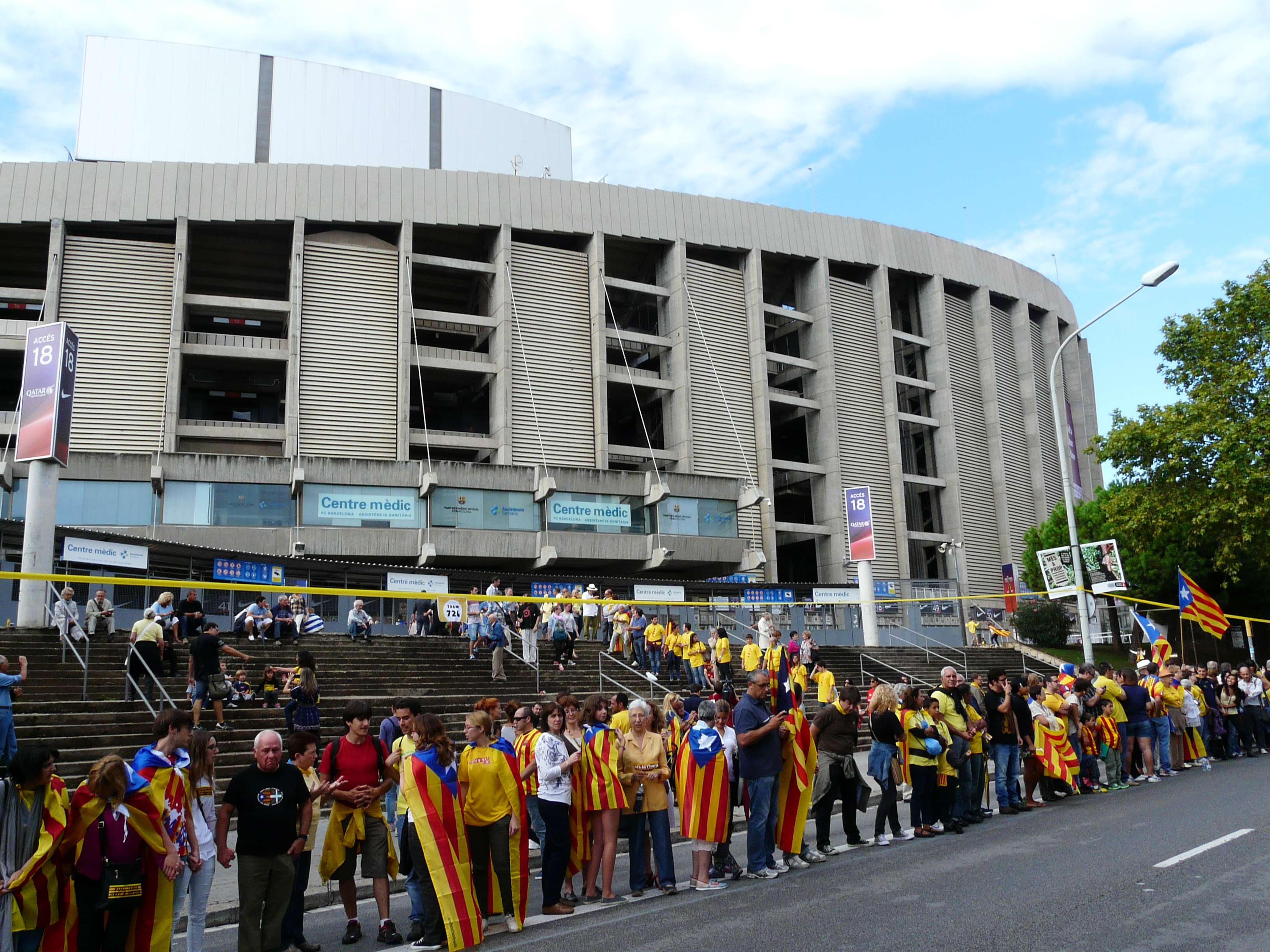
Tram 724, al Camp Nou
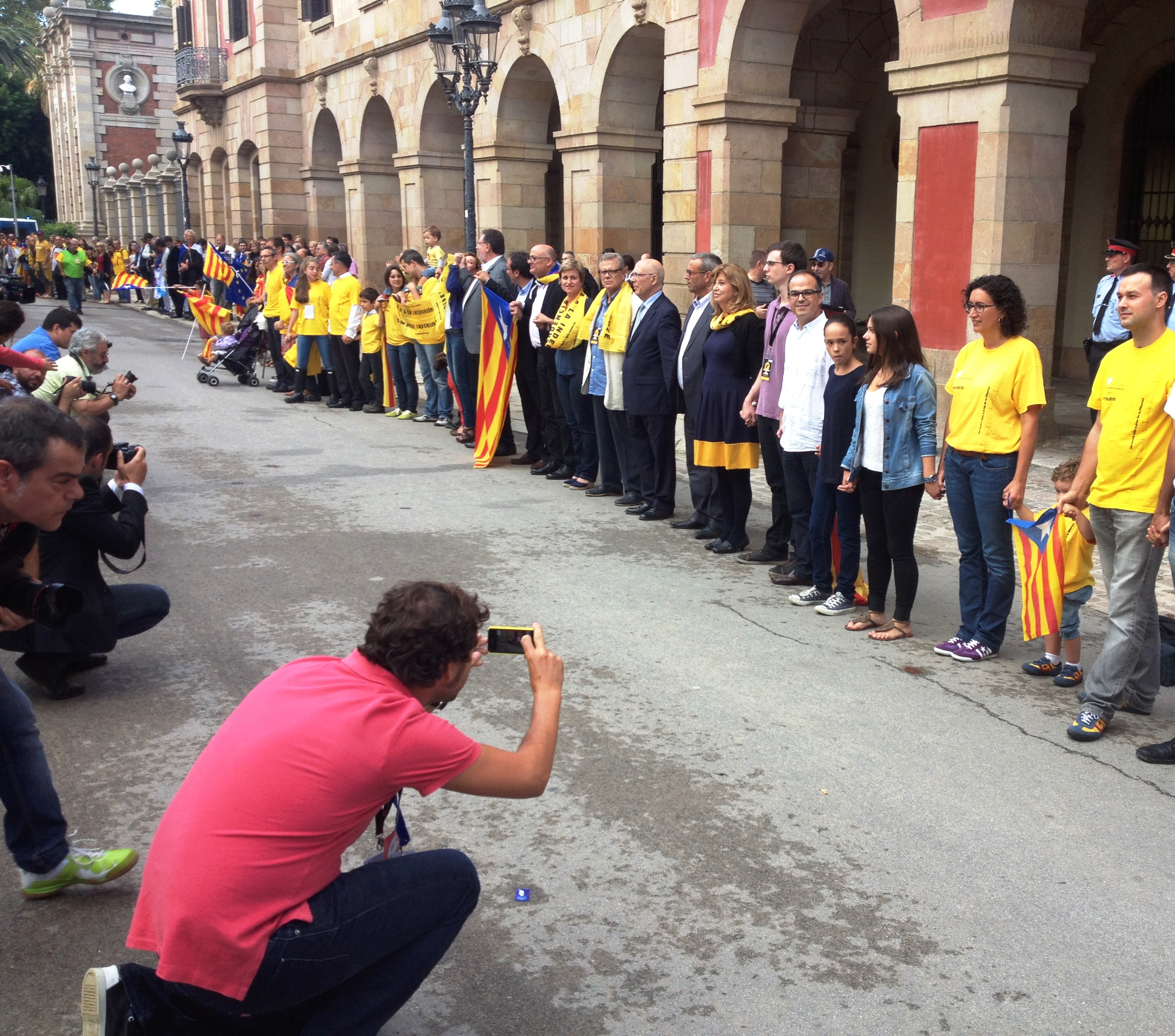
Tram 740, al Parlament de Catalunya
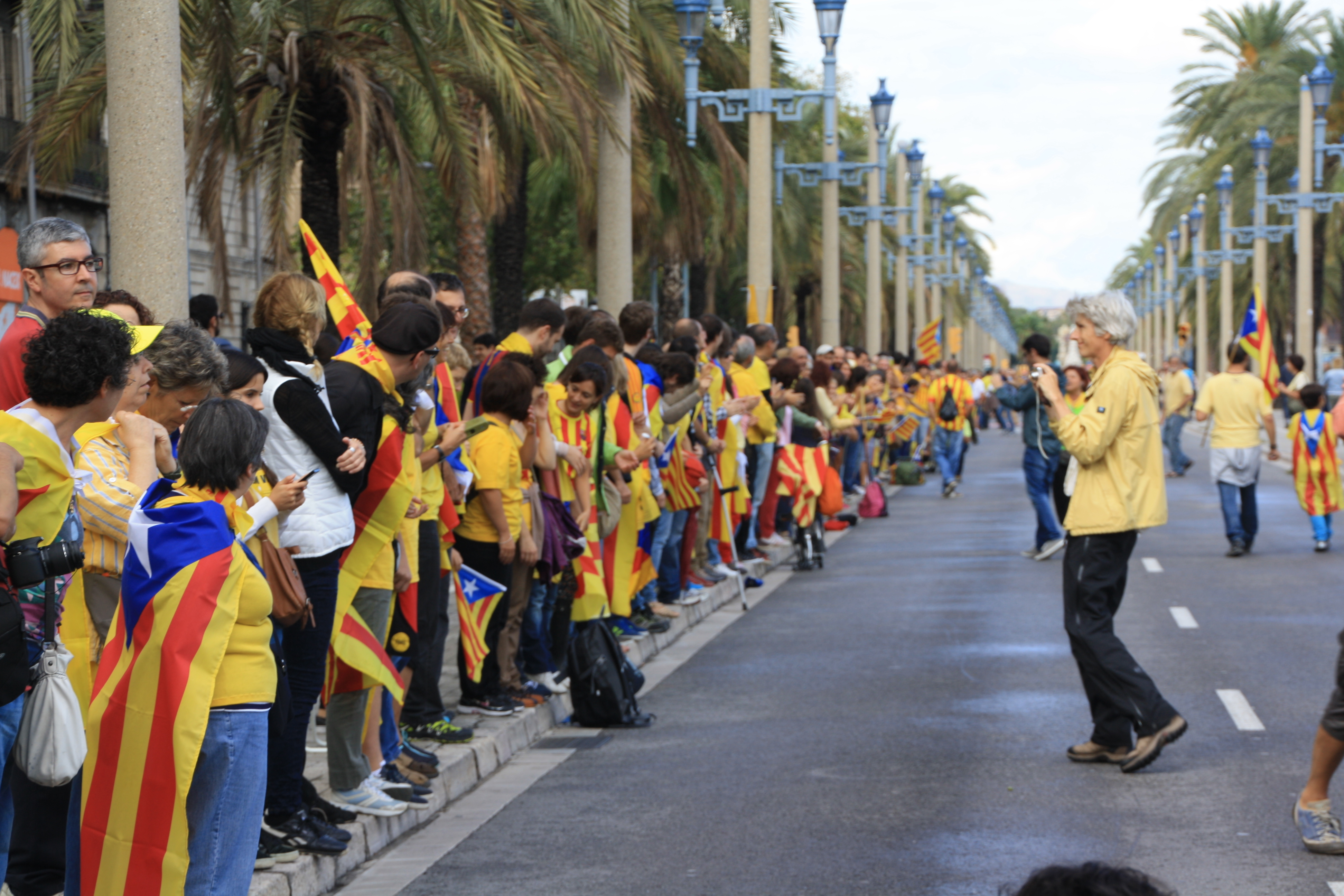
Tram 765, al passeig de Colom, de Barcelona